# Baigneux-les-Juifs
Baigneux-les-Juifs est une commune française située dans le canton de Châtillon-sur-Seine du département de la Côte-d'Or, en région Bourgogne-Franche-Comté.

## Géographie

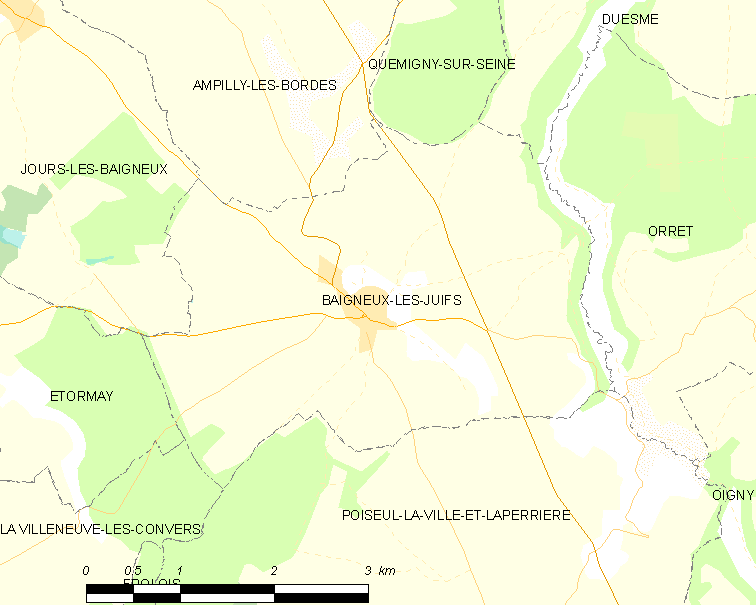

Baigneux-les-Juifs se trouve à environ 50 km au nord-ouest de Dijon dans le Châtillonnais non loin des sources de la Seine, fleuve qui marque la limite de commune à l'est et son point bas en aval (au nord) à 325 m. Mais l'essentiel du territoire ainsi que le bourg qui lui est central se trouvent au-dessus du versant de la rive gauche, sur le plateau du Duesmois.
Les terres sont essentiellement occupées par l'agriculture, une des deux vocations du plateau avec la sylviculture, mais ici les bois n'existent plus que dans les pentes du versant de la Seine (bois des Roches) et quelques parcelles isolées, soit moins de 5 % de ce territoire de 12,5 km2. Quelques prairies bordent les petits cours d'eau, mais elles s'étalent largement au fond de la vallée de la Seine, bien arrosées par les nombreux méandres. Sur le plateau doucement vallonné, le point haut se trouve en plein champ au sud de Baigneux à 441 m, proche de la limite de commune au lieu-dit le Tilleul.
Tout près est extraite des carrières une part de la pierre du Châtillonnais, traitée sur place dans la zone industrielle.

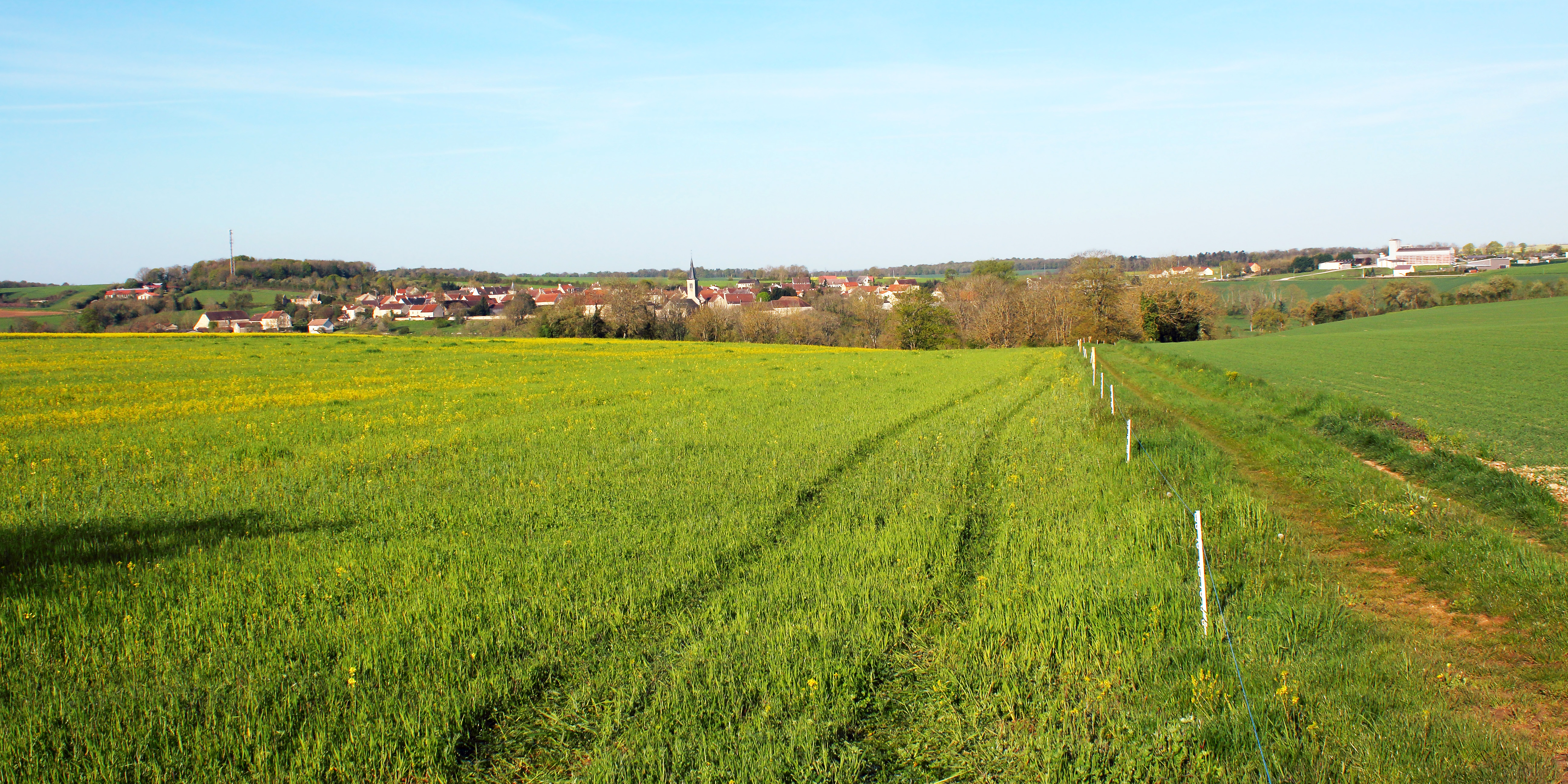
Le bourg vu de la D 971 (ex R.N. 71).

### Hameaux, écarts, lieux-dits
- Le village de Baigneux-les-Juifs comprend les quartiers d'En Sainte-Anne et des Arpents.
- Hameaux détachés du village : le Val-de-Seine.
- Habitat ou bâti écarté : ermitage du Val-de-Seine, ferme de la Corvée, ferme du Quartier.
- Bâti industriel ou commercial : silo, usine de déshydratation au nord, zone artisanale Val-de-Seine à l'est (le long de la route Troyes-Dijon).
- Lieux-dits d'intérêt local : les Tanneries, le Tilleul, les Genièvres, sentier de l'Ermitage.

### Hydrographie
Le haut cours de la Laignes (ou ruisseau de Marcenay) prend sa source sur la commune, grossi par la source de Leurcey, pour se perdre à Puits, quelques communes plus loin. Au nord du bourg, la source du Souil donne naissance à un ruisseau qui recevait les eaux des sources de Fonds Fées avant qu'elles ne soient captées, et se perd également dans un gouffre sur la commune voisine.
Les sous-sols du plateau du Duesmois sont constitués de calcaires solubles qui forment un réseau hydraulique souterrain. La Laignes sort de terre à la résurgence de commune de Laignes, une vingtaine de kilomètres plus au nord.
Le ruisseau du Souil peut être à l'origine du ruisseau de la Planchotte située dans le même talweg un peu plus bas sur la commune de Jours-lès-Baigneux ; d'autres sources en amont, plus haut dans le même val, n'arrivent pas jusqu'au ruisseau : sources de la Bruyère, de la Combe Taureau, Combette, des Tanneries. Des sources exsurgentes apparaissent également dans le versant de la Seine, fleuve qui sert de limite à la commune sur 3,5 km en passant de 337 m à 325 m, faible pente à l'origine de son cours sinueux.

### Climat
Pour des articles plus généraux, voir Climat de la Bourgogne-Franche-Comté et Climat de la Côte-d'Or.
En 2010, le climat de la commune est de type climat des marges montargnardes, selon une étude du Centre national de la recherche scientifique s'appuyant sur une série de données couvrant la période 1971-2000. En 2020, Météo-France publie une typologie des climats de la France métropolitaine dans laquelle la commune est exposée à un climat océanique altéré et est dans la région climatique  Lorraine, plateau de Langres, Morvan, caractérisée par un hiver rude (1,5 °C), des vents modérés et des brouillards fréquents en automne et hiver. 
Pour la période 1971-2000, la température annuelle moyenne est de 9,7 °C, avec une amplitude thermique annuelle de 16,6 °C. Le cumul annuel moyen de précipitations est de 929 mm, avec 12,4 jours de précipitations en janvier et 8,3 jours en juillet. Pour la période 1991-2020, la température moyenne annuelle observée sur la station météorologique de Météo-France la plus proche, « Saint-Martin-du-M », sur la commune de Saint-Martin-du-Mont à 21 km à vol d'oiseau, est de 9,9 °C et le cumul annuel moyen de précipitations est de 938,1 mm,. Pour l'avenir, les paramètres climatiques de la commune estimés pour 2050 selon différents scénarios d'émission de gaz à effet de serre sont consultables sur un site dédié publié par Météo-France en novembre 2022.

## Urbanisme

### Typologie
Au 1er janvier 2024, Baigneux-les-Juifs est catégorisée commune rurale à habitat dispersé, selon la nouvelle grille communale de densité à 7 niveaux définie par l'Insee en 2022.
Elle est située hors unité urbaine et hors attraction des villes,.

### Occupation des sols
La commune s'étend sur une superficie 1 276 ha. L'occupation des sols de la commune, telle qu'elle ressort de la base de données européenne d’occupation biophysique des sols Corine Land Cover (CLC), est marquée par l'importance des territoires agricoles (93 % en 2018), une proportion identique à celle de 1990 (93 %). La répartition détaillée en 2018 est la suivante : terres arables (85,3 %), prairies (7,7 %), forêts (4,6 %), zones urbanisées (2,4 %). L'évolution de l’occupation des sols de la commune et de ses infrastructures peut être observée sur les différentes représentations cartographiques du territoire : la carte de Cassini (XVIIIe siècle), la carte d'état-major (1820-1866) et les cartes ou photos aériennes de l'IGN pour la période actuelle (1950 à aujourd'hui).

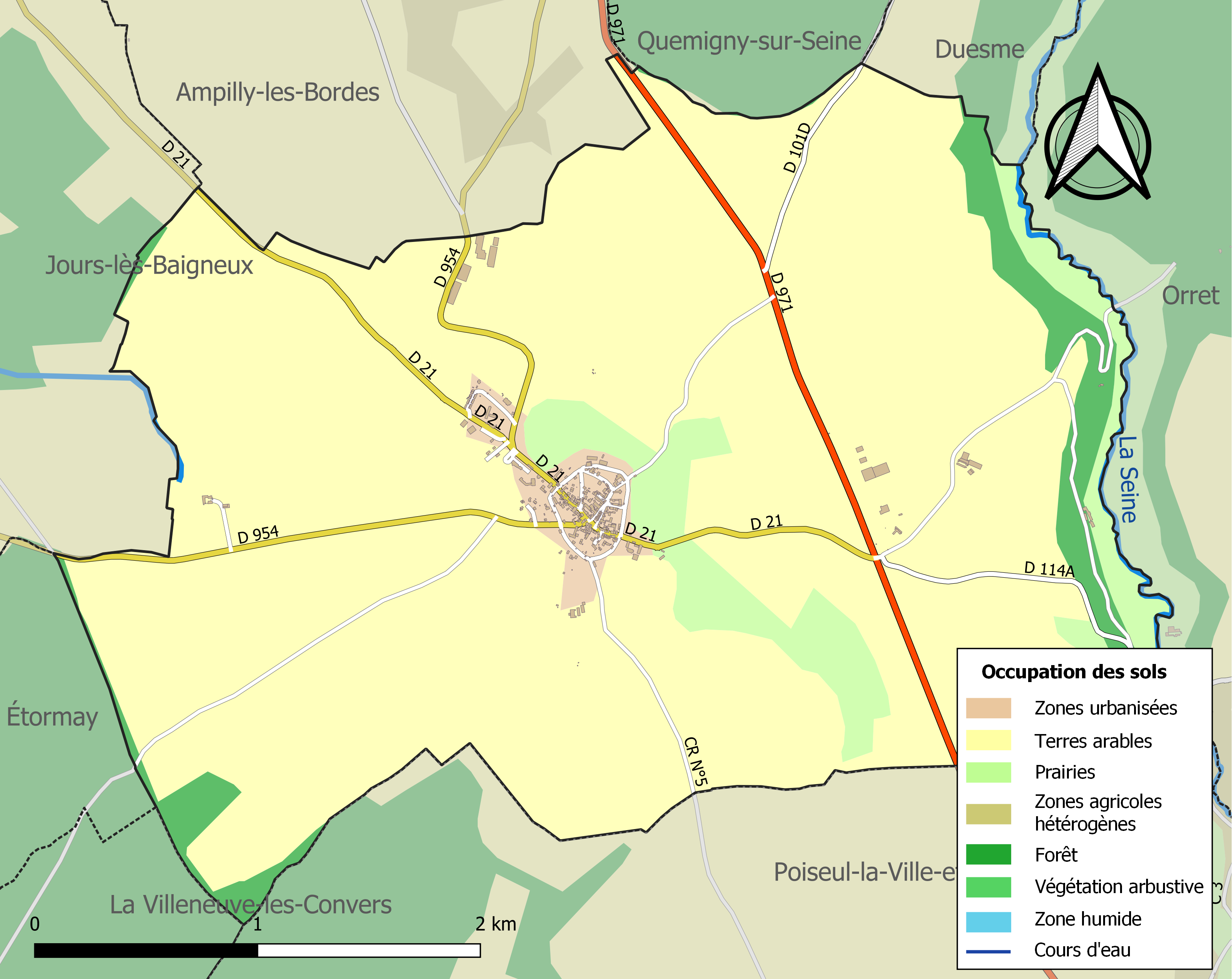
Carte des infrastructures et de l'occupation des sols de la commune en 2018 (CLC).

### Voies de communication et transports

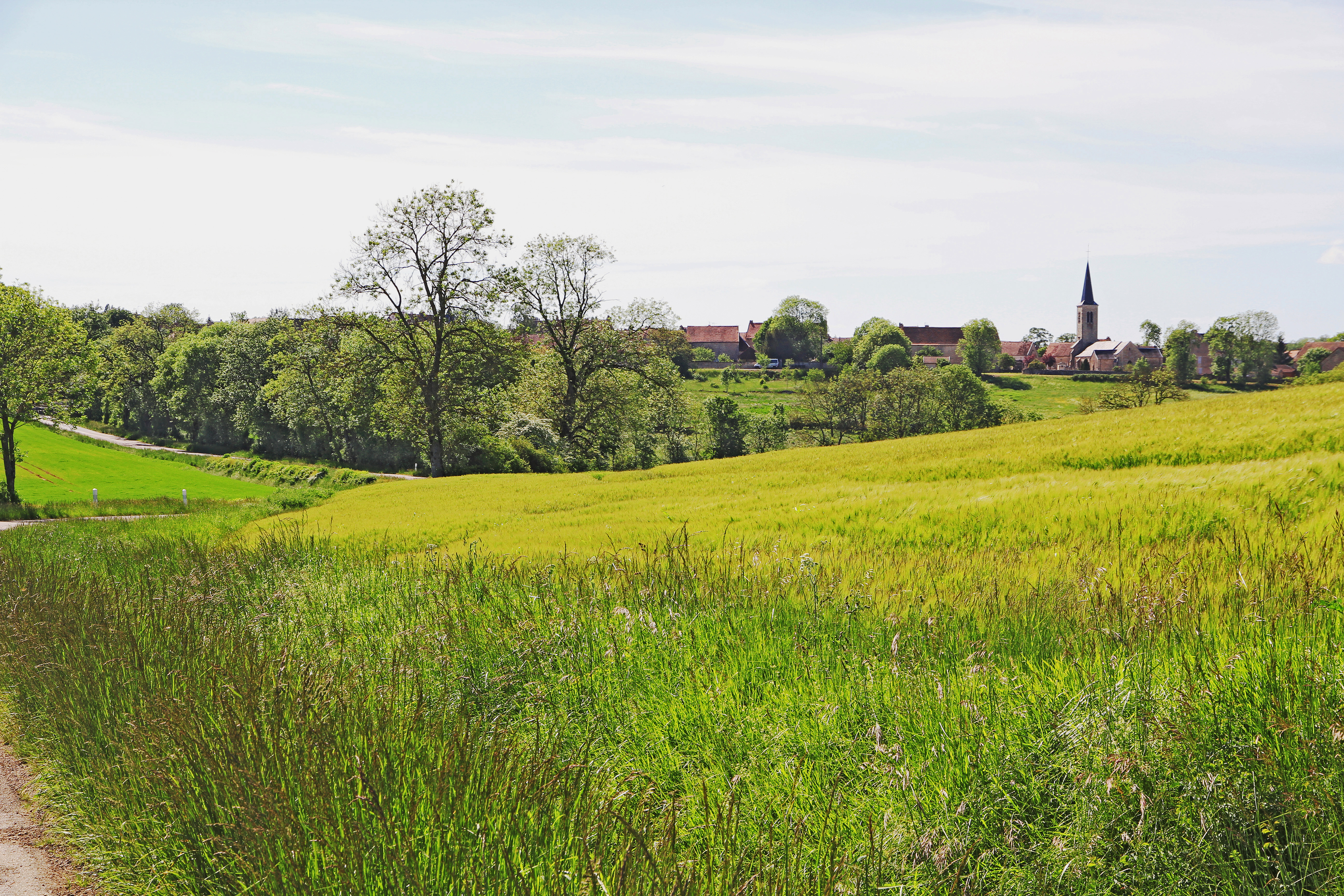
Arrivée au village depuis la grande route.

La commune est traversée du nord au sud par la route départementale 971 reliant Troyes à Dijon, à un peu plus d'un kilomètre à l'est de l'agglomération. La D 21 commence depuis cette route importante et devient la rue principale dans la traversée de Baigneux, elle conduit jusqu'à Laignes sur la D 965 au nord-ouest du département. Depuis le croisement au centre du village, la D 954 va rejoindre l'autoroute Paris-Lyon à l'est du département (la D 954 n'ayant pas d'échangeur avec l'autoroute, il convient d'utiliser la  23 de l'A6 et de revenir sur la D 954 par Semur-en-Auxois) et la D 906 (ex N 6 Paris-Dijon) un peu plus loin dans l'Yonne.
D'autres routes secondaires joignent les villages voisins, malgré sa position à l'écart de l'ancienne route nationale Baigneux-les-Juifs est un carrefour important dans la région, c'était avant 2015 un chef-lieu de canton.

## Toponymie
Le nom du bourg est attesté sous les formes Bagnos en 1201 puis Baigneux les Juifs dès 1391.
Le village porte le nom de Bagnos, sans doute issu du latin balneolum, « petit bain ». Ce nom est complété au XIIIe siècle après l'autorisation d'installation d'une communauté juive qu'on fera disparaître au XVe siècle. Ce complément nominal indique que la communauté était numériquement assez importante pour que son nom soit accolé à celui de la localité.
Baigneux-les-Juifs constitue de nos jours l'indice toponymique de l'implantation ancienne de communautés juives en France médiévale et notamment en Bourgogne,.

## Histoire

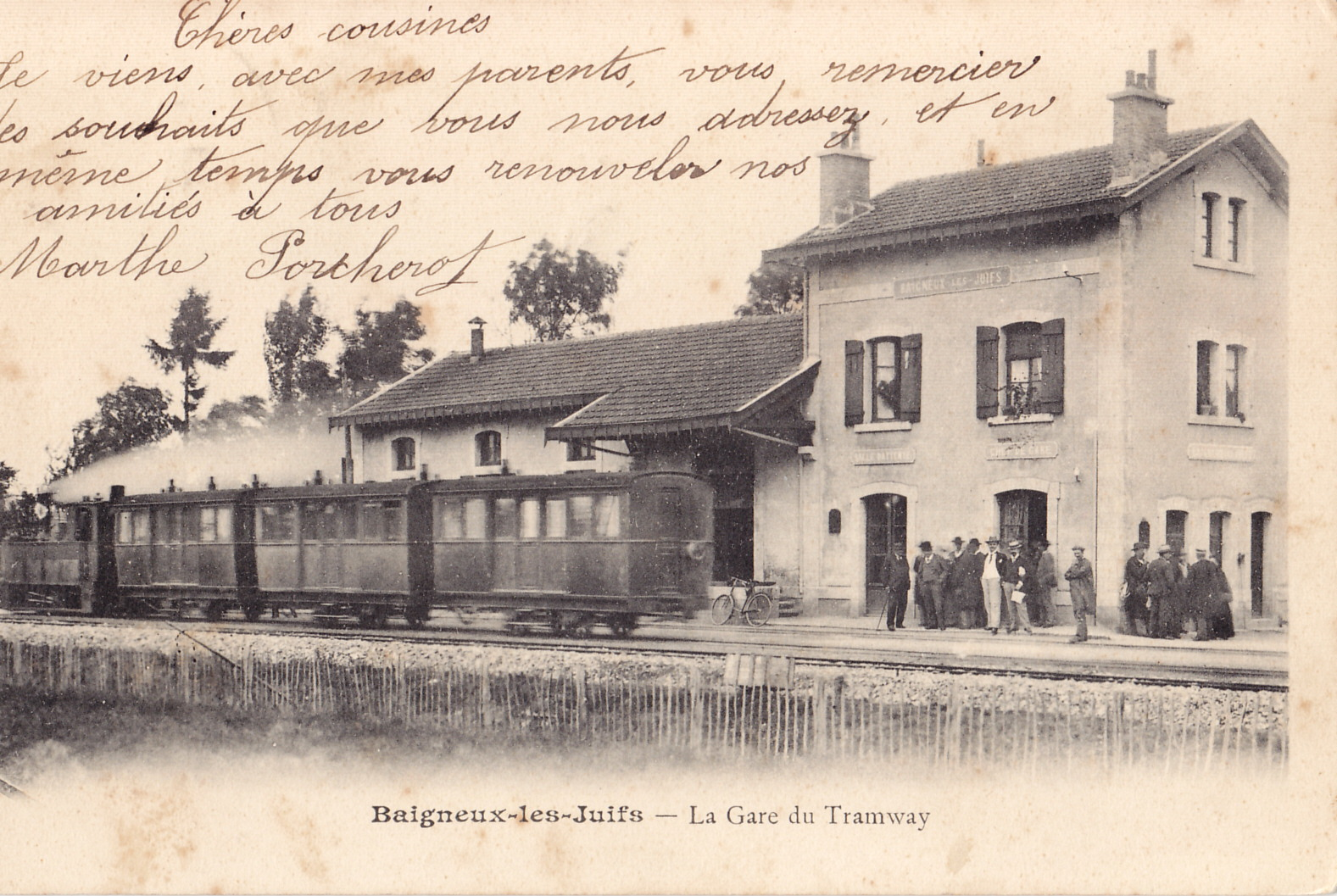
La commune disposait, de 1895 à 1933 d'une ligne de chemin de fer secondaire à voie étroite, dont on voit ici la gare, exploitée par les Chemins de fer départementaux de la Côte-d'Or (CDCO), qui la reliait à Châtillon-sur-Seine.

### Moyen Âge
La création de l'agglomération est relativement récente. En 1243, l'abbaye d'Oigny cède au duc Hugues IV de Bourgogne un terroir sur la rive gauche de la Seine afin d'y créer un village qui est érigé en paroisse deux ans plus tard et dont les habitants sont affranchis dès 1259 avec création d'un maire et sous la protection d'un château ducal.

#### Communauté juive
La communauté juive, implantée au tout début du XIIIe siècle dans le village lors de sa fondation, possède une synagogue médiévale située rue Vergier-au-Duc,.
Sous l'impulsion du roi Philippe le Bel qui renouvelle une ordonnance de Saint-Louis contre les prêts usuraires, ses membres sont d'abord arrêtés - en même temps que tous les autres Juifs du Duché - le 22 juillet 1306, jour de la Madeleine, et leurs biens sont confisqués, répertoriés et leur fortune liquidée. De la cire, du parchemin, de l'encre et de la peinture sont notamment pris d'un Juif appelé Rebi ou Rabi - très probablement le scribe de la communauté juive de Baigneux,. Tous sont bannis. Une partie de ces Juifs se réfugie dans le Comté de Bourgogne. Le 28 juillet 1315, une ordonnance de Louis le Hutin qui reconnaît leur nécessité, leur permet de revenir s'établir en France pour une durée de 12 ans en recouvrant le tiers de leurs créances. Mais au printemps 1321, les Juifs et les lépreux sont accusés d'empoisonner les puits ; l'ordonnance de Philippe V dit le Long fait à nouveau arrêter et emprisonner les Juifs, répertorier et confisquer leurs biens ; leur expulsion est encore plus rigoureuse que celle de 1315,. Les Juifs dépouillés, insultés et chassés se réfugient en Franche-Comté. Ceux qui avec le temps se sont réinstallés en Bourgogne, par notamment l'autorisation donnée par l'acte du 21 novembre 1384 rendu à Gray-sur-Seine, exigeant un impôt annuel de leur part, sont à nouveau expulsés en vertu de l'ordonnance de Charles VI de 1394 puis par les ducs de Bourgogne en 1396, encore chassés particulièrement de Baigneux vers 1420 par Jean-Le-Grand sur l'ordre du duc Philippe puis définitivement en 1431 et au cours du XVe siècle,,,,.
Ils ne pourront réapparaître en Bourgogne que 300 ans plus tard, à la suite du décret du 28 septembre 1791 qui en fait des citoyens. Il existe de nos jours une rue de la Porte aux Juifs dans la bourgade de Baigneux-les-Juifs.

### Époque moderne

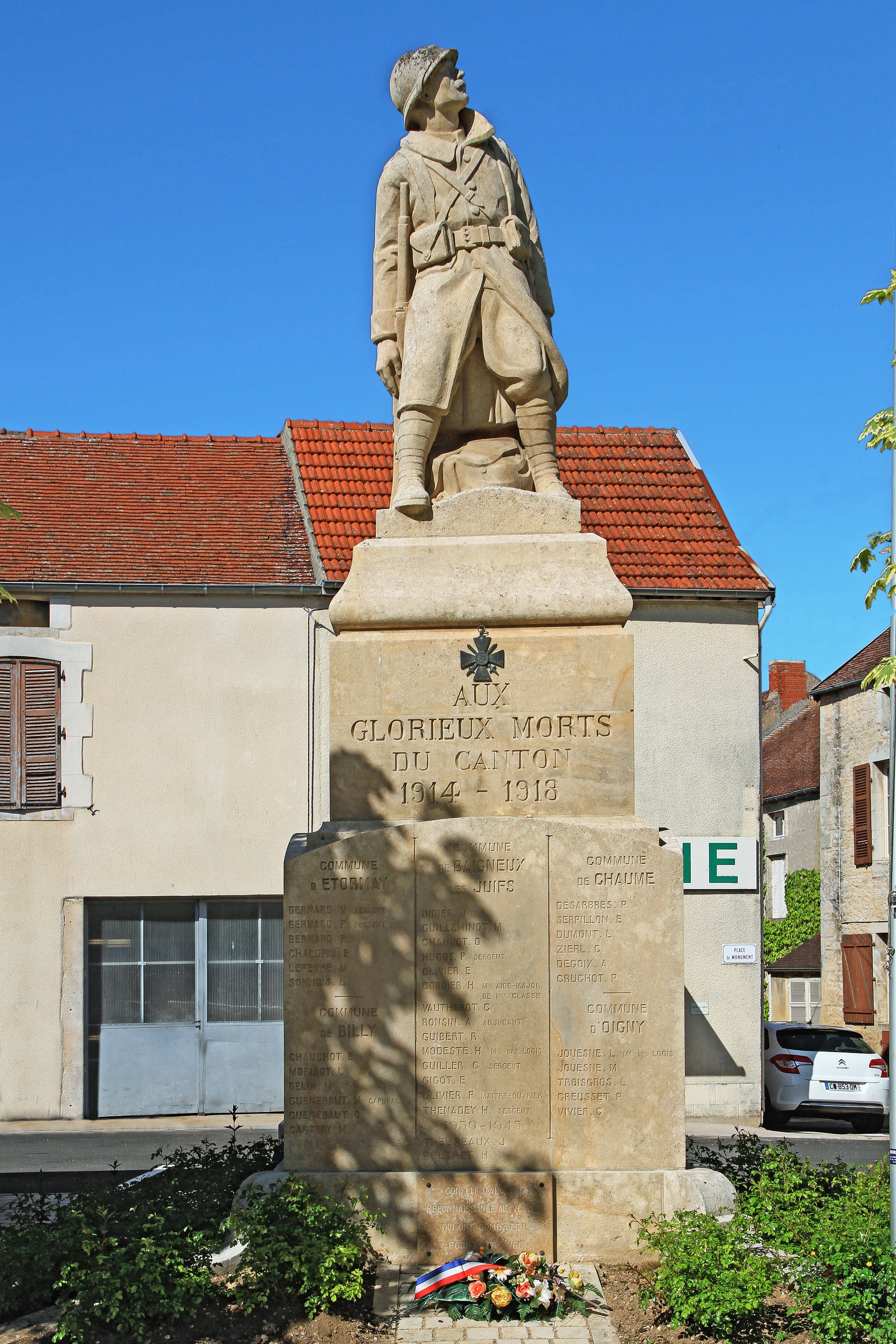
Monument aux morts de Baigneux-les-Juifs, Étormay, Billy-lès-Chanceaux, Chaume-lès-Baigneux et Oigny.

Ruinée par les guerres de Religion, l'agglomération est reconstruite plus à l'ouest à son emplacement actuel autour de l'église et du château. Elle est alors ceinte d'une muraille avec fossé renforcée de tours et percée de 3 portes.
En 1790, Baigneux est rattachée au district de Semur et instituée chef-lieu d'un canton de 9 municipalités puis de 15 quatre ans plus tard. En 2015, le canton de Baigneux-les-Juifs disparaît et la commune fait désormais partie du canton de Châtillon-sur-Seine. Depuis 1926, la commune est située dans l'arrondissement de Montbard ; auparavant le canton de Baigneux était inclus dans l'arrondissement de Châtillon-sur-Seine.

## Politique et administration

### Liste des maires
| Période                                  | Période   | Identité        | Étiquette | Qualité               |
| ---------------------------------------- | --------- | --------------- | --------- | --------------------- |
| Les données manquantes sont à compléter. |           |                 |           |                       |
| 1789                                     | ?         | Louis Beguin    |           |                       |
| Les données manquantes sont à compléter. |           |                 |           |                       |
| 1995                                     | mars 2014 | Bernard Malègue |           |                       |
| 2014                                     | 2020      | Michèle Bargeot |           | Enseignante retraitée |
| juin 2020                                | En cours  | Didier Robin    |           | Agriculteur           |

Baigneux-les-Juifs appartient :
- à l'arrondissement de Montbard,

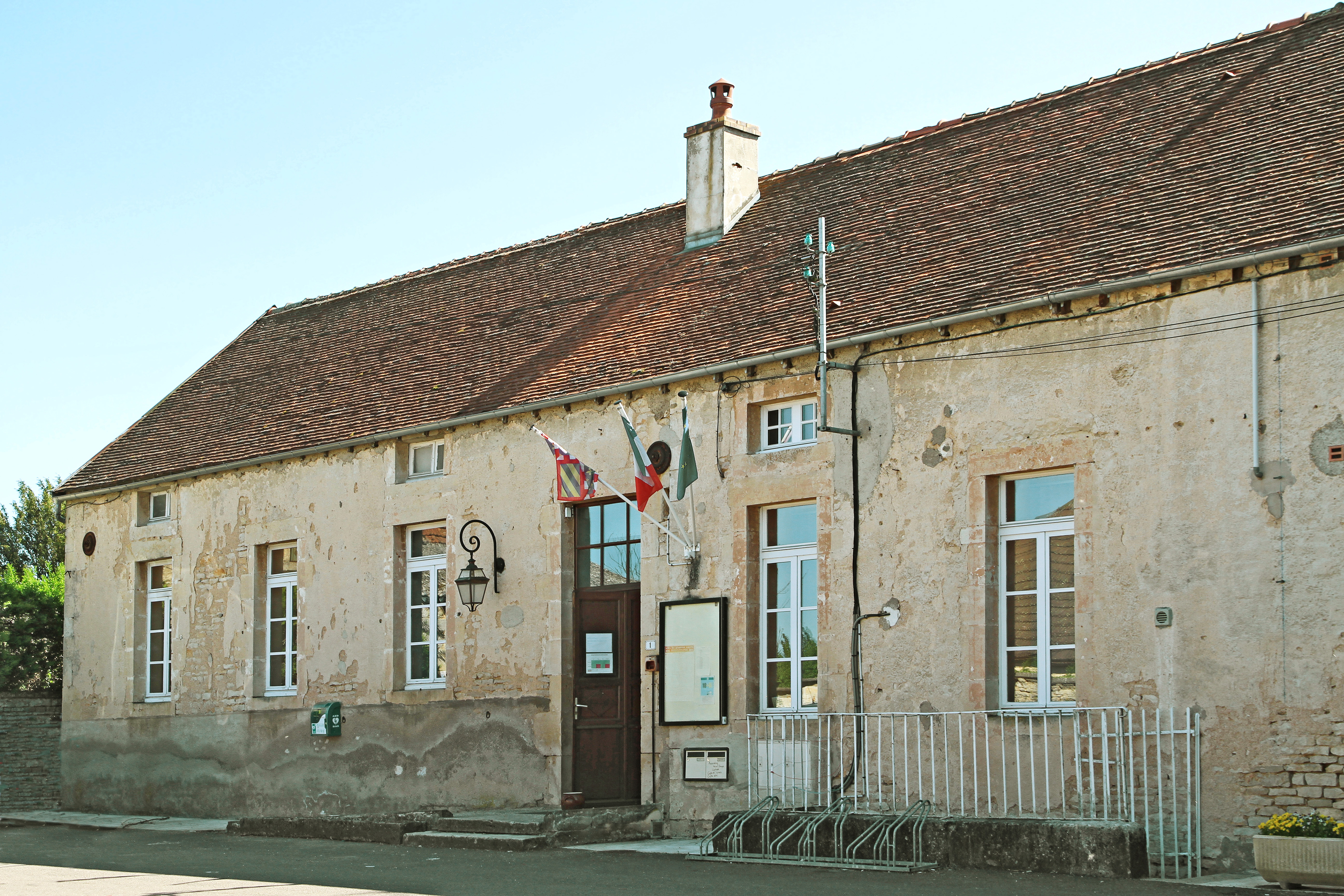
Mairie.

- au canton de Châtillon-sur-Seine et
- à la communauté de communes du Pays Châtillonnais

## Démographie
L'évolution du nombre d'habitants est connue à travers les recensements de la population effectués dans la commune depuis 1793. Pour les communes de moins de 10 000 habitants, une enquête de recensement portant sur toute la population est réalisée tous les cinq ans, les populations de référence des années intermédiaires étant quant à elles estimées par interpolation ou extrapolation. Pour la commune, le premier recensement exhaustif entrant dans le cadre du nouveau dispositif a été réalisé en 2005.

En 2022, la commune comptait 203 habitants, en évolution de −16,46 % par rapport à 2016 (Côte-d'Or : +0,82 %, France hors Mayotte : +2,11 %).
| 1793 | 1800 | 1806 | 1821 | 1831 | 1836 | 1841 | 1846 | 1851 |
| ---- | ---- | ---- | ---- | ---- | ---- | ---- | ---- | ---- |
| 512  | 428  | 460  | 461  | 483  | 431  | 425  | 448  | 428  |

| 1856 | 1861 | 1866 | 1872 | 1876 | 1881 | 1886 | 1891 | 1896 |
| ---- | ---- | ---- | ---- | ---- | ---- | ---- | ---- | ---- |
| 440  | 452  | 465  | 436  | 405  | 407  | 417  | 432  | 444  |

| 1901 | 1906 | 1911 | 1921 | 1926 | 1931 | 1936 | 1946 | 1954 |
| ---- | ---- | ---- | ---- | ---- | ---- | ---- | ---- | ---- |
| 420  | 415  | 417  | 346  | 347  | 360  | 348  | 378  | 350  |

| 1962 | 1968 | 1975 | 1982 | 1990 | 1999 | 2005 | 2006 | 2010 |
| ---- | ---- | ---- | ---- | ---- | ---- | ---- | ---- | ---- |
| 347  | 452  | 300  | 261  | 251  | 271  | 266  | 264  | 258  |

| 2015 | 2020 | 2022 | - | - | - | - | - | - |
| ---- | ---- | ---- | - | - | - | - | - | - |
| 243  | 210  | 203  | - | - | - | - | - | - |

## Économie
Une usine de déshydratation de luzerne est installée sur la commune.

## Culture locale et patrimoine

### Lieux et monuments
En 2016, la commune compte 2 monuments inscrits à l'inventaire des monuments historiques, 29 monuments ou édifices répertoriés à l'inventaire général du patrimoine culturel, 2 éléments classés à l'inventaire des objets historiques et 39 objets répertoriés à l'I.G.P.C.
- Église Sainte-Madeleine, église gothique du XIIIe siècle sur un plan en croix latine[36]  Inscrit MH (1947) [37]. Peintures murales, dalles funéraires et statuaire (XIIIe / XVIIe siècle).

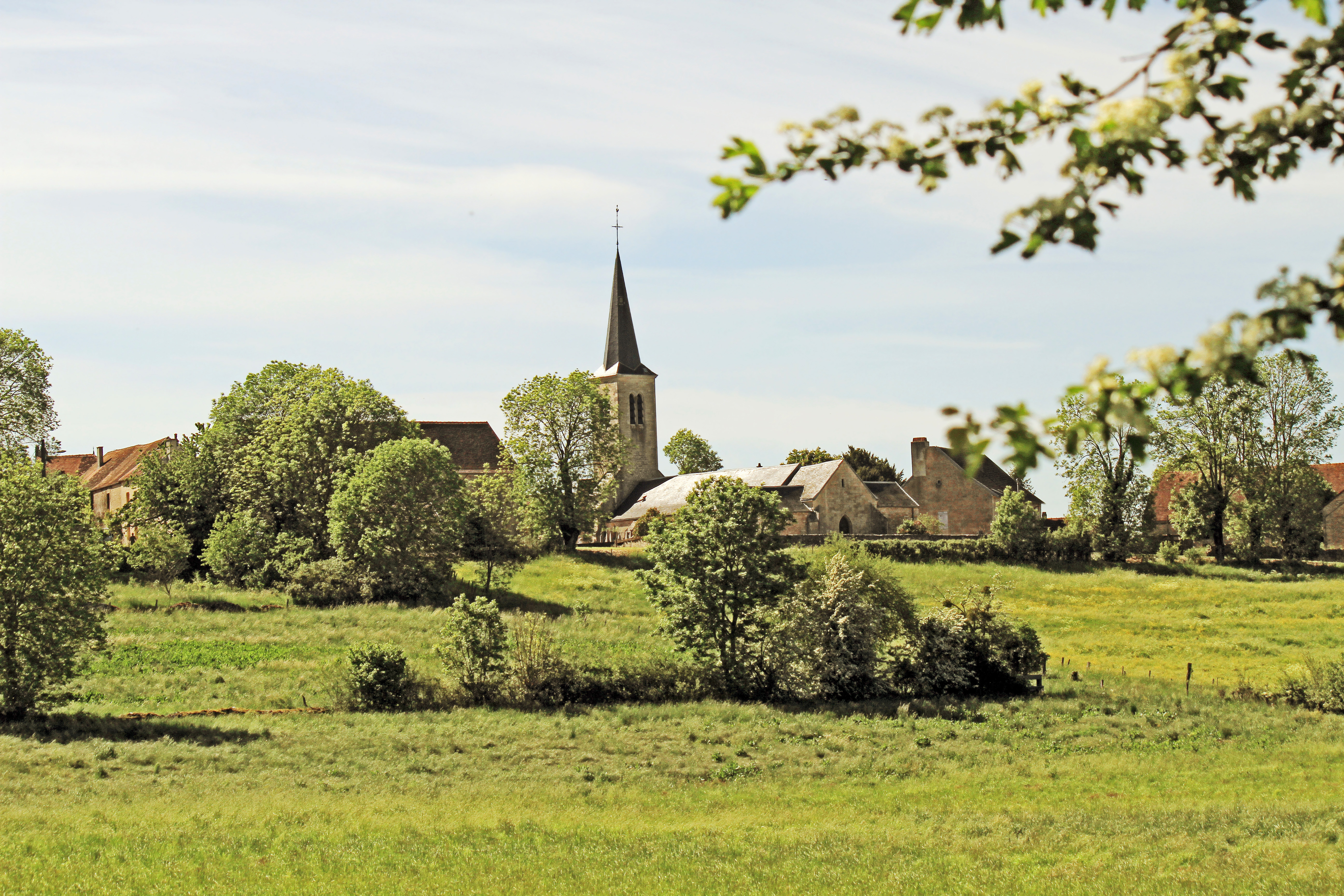
L'église depuis le lieu-dit « les Tanneries ».
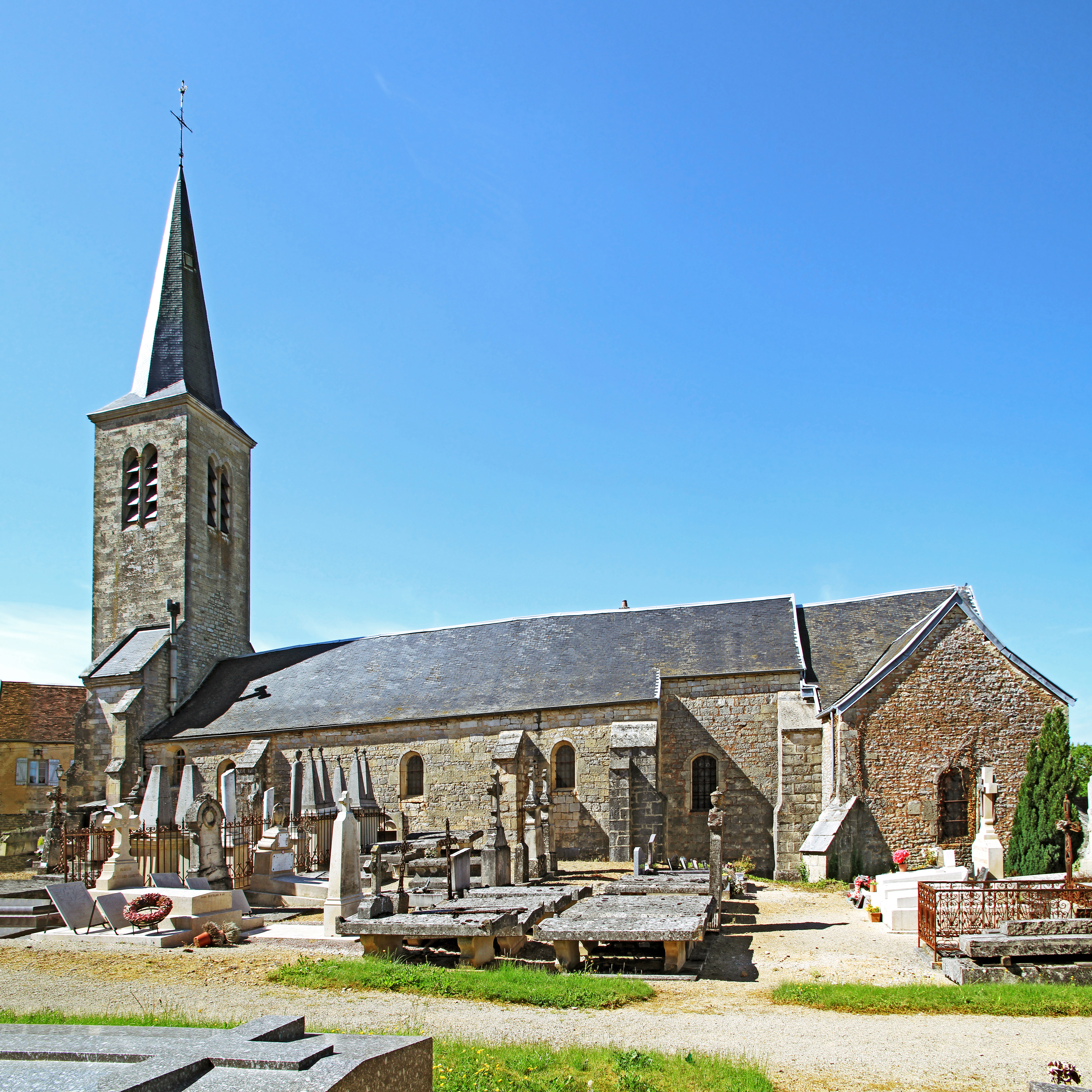
Côté sud et abside dans l'enclos paroissial.
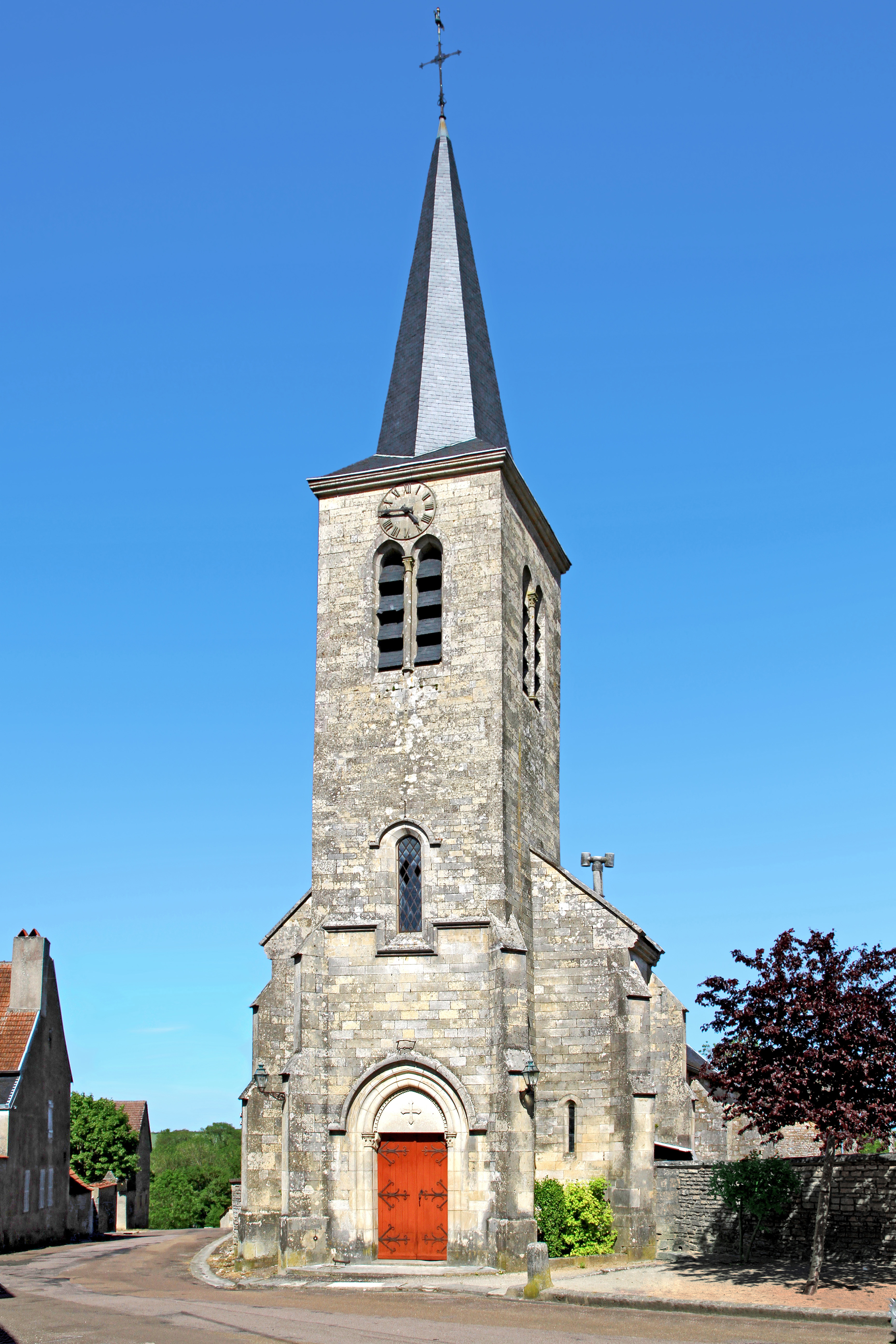
Façade sur la rue de la Porte-aux-Juifs.
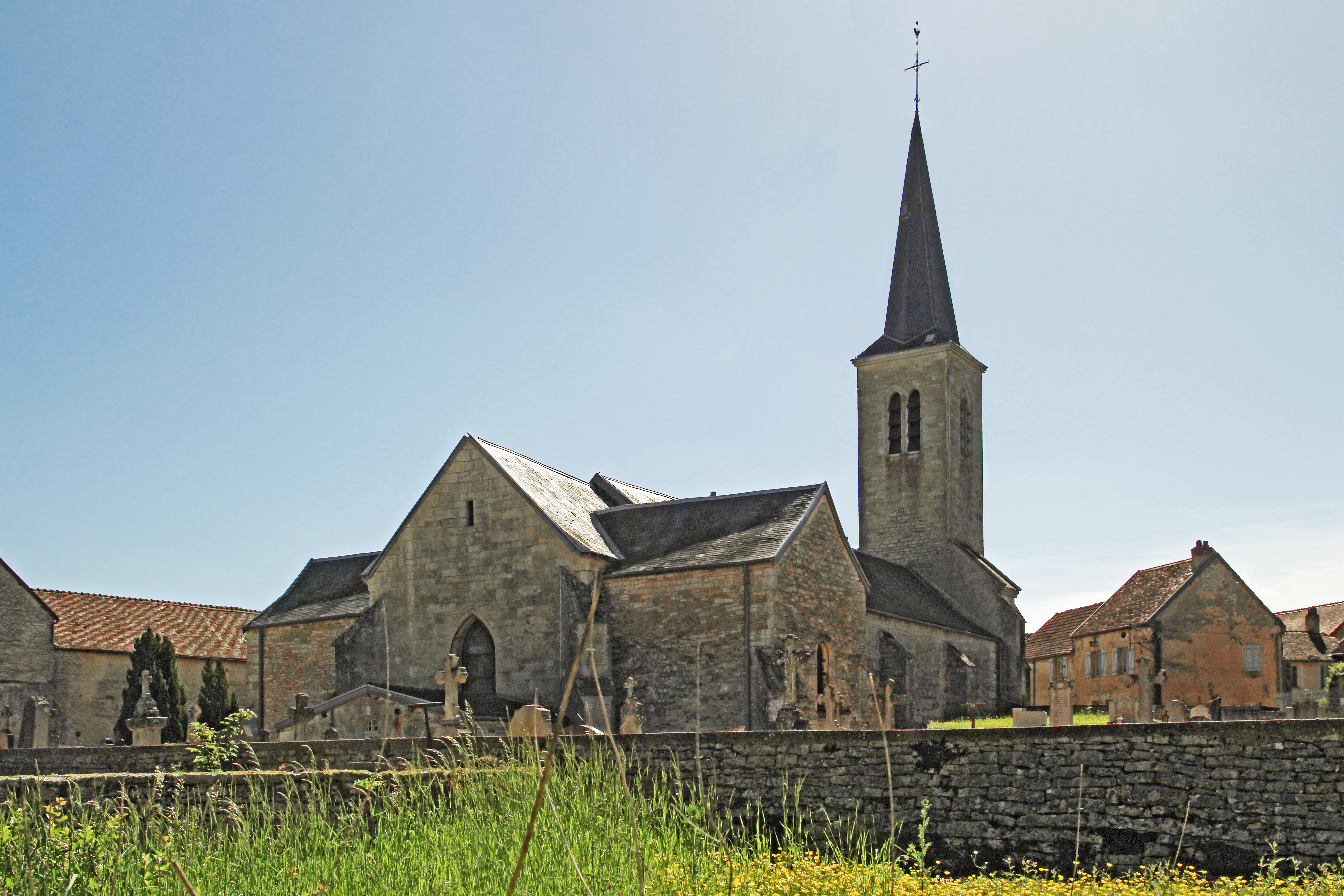
Transept et pignon de l'abside.

- Croix du XVe siècle dont le socle est orné de plusieurs cadrans solaires  Classé MH (1927)[38]. Plusieurs autres croix monumentales d'intérêt (répertoriées IGPC) sont disséminées sur le territoire de la commune.
- Deux oratoires en Sainte-Anne, quartier au sud du village ; l'un rue des Fossés-du-Midi abrite un Christ aux liens, l'autre à l'extérieur de l'agglomération protège, derrière une grille, une statue de Sainte-Anne  éduquant la Vierge IGPC 1990[39].

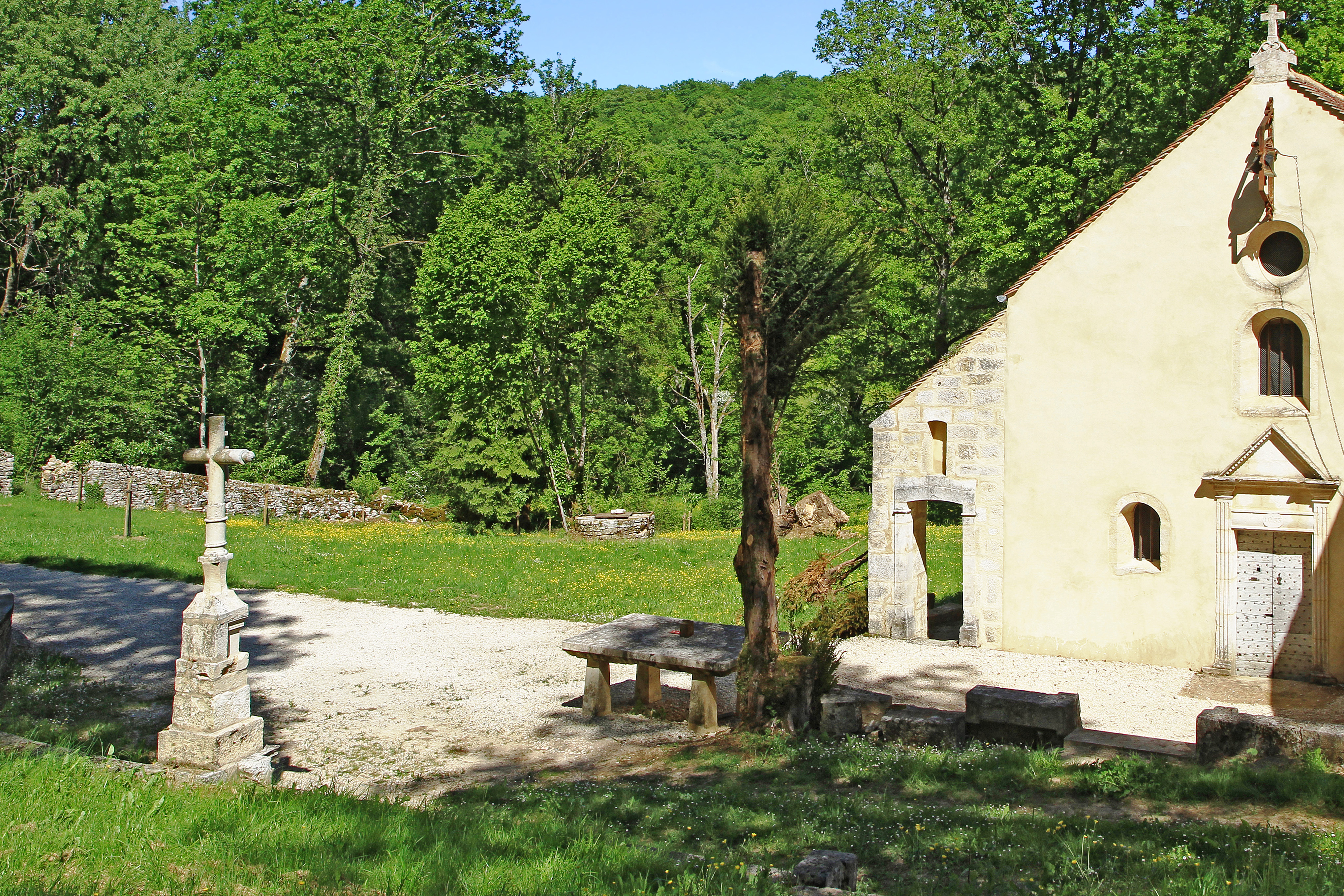
Croix de l'ermitage (IGPC 1990)[40].
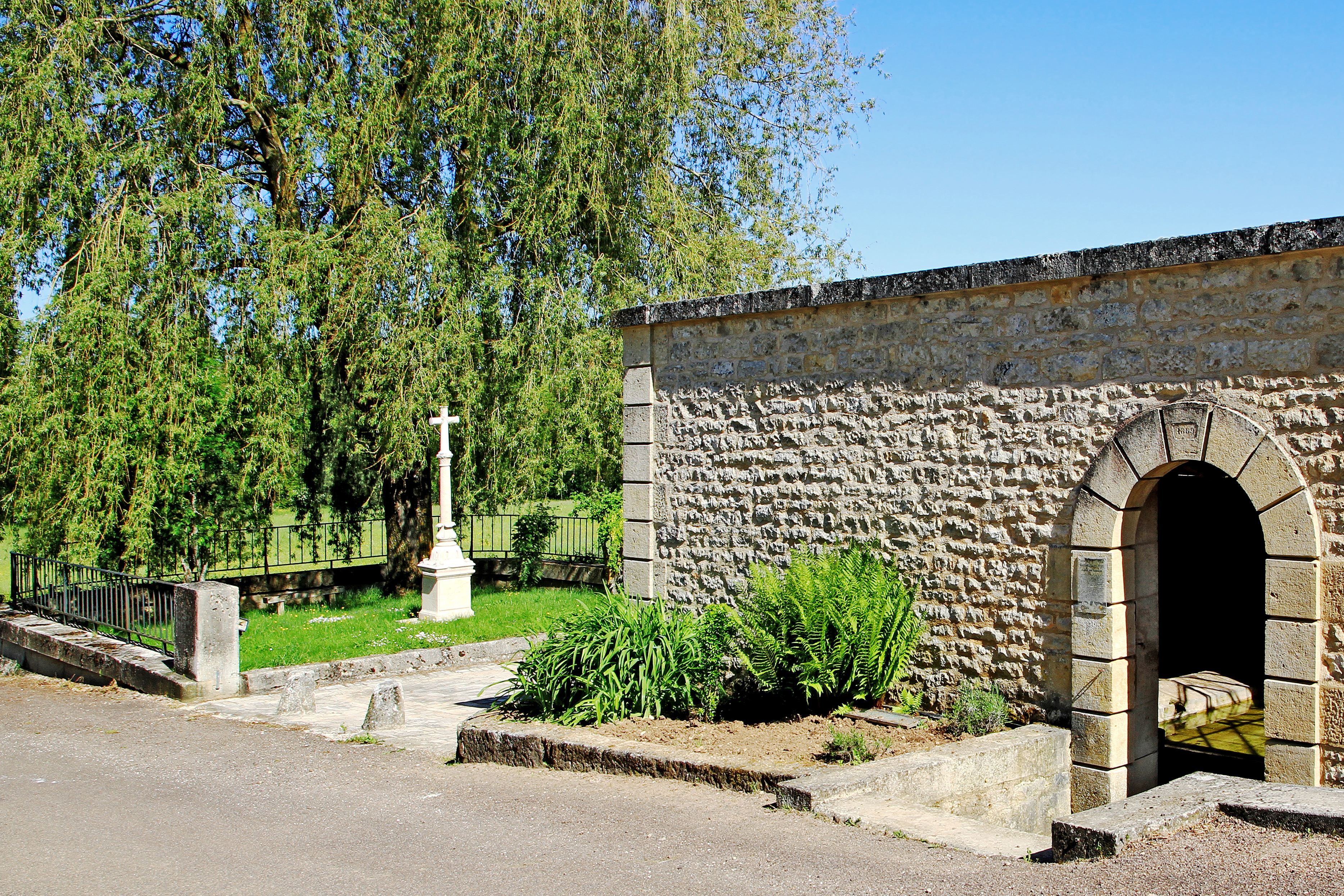
Croix du lavoir.
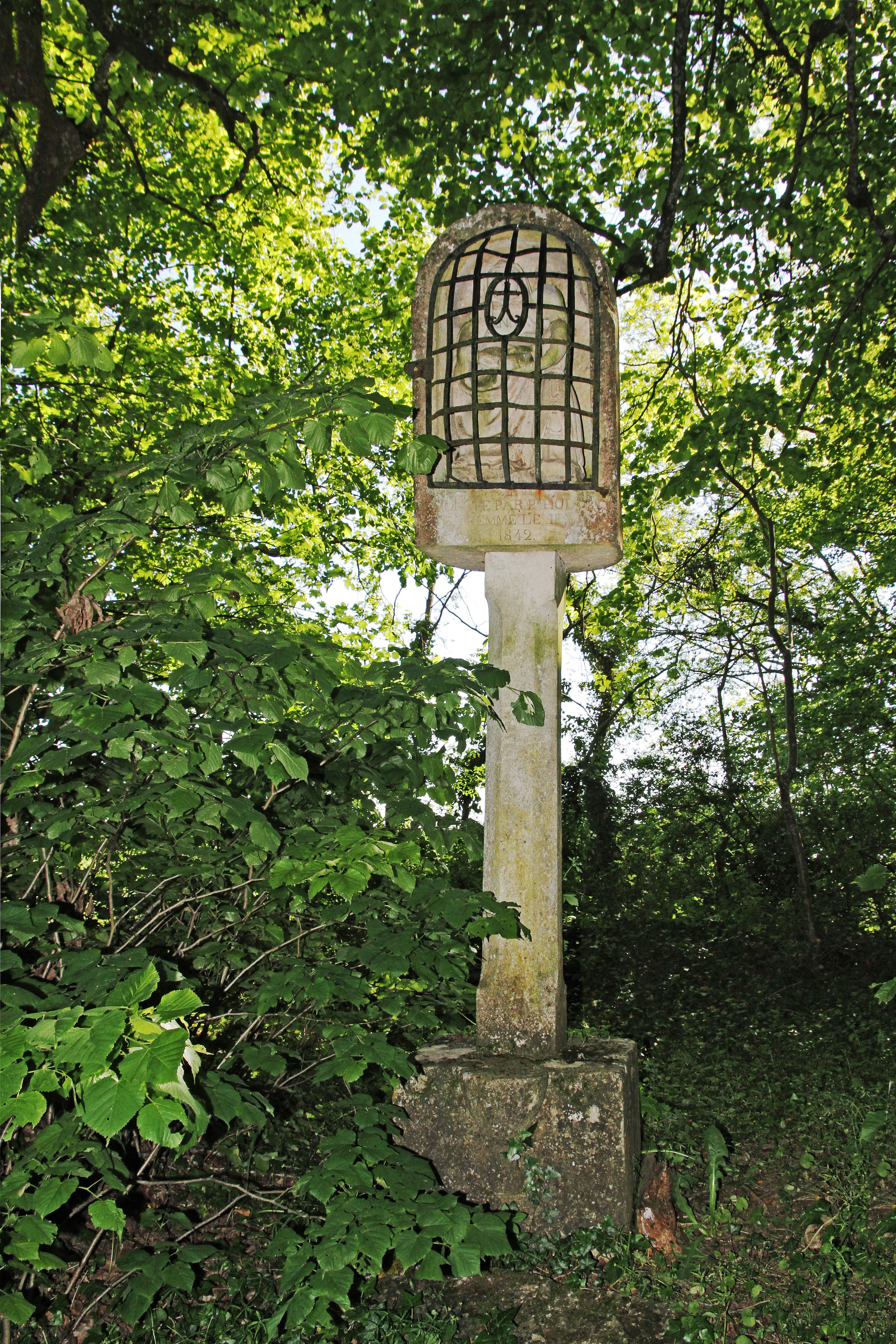
Oratoire sur pied...
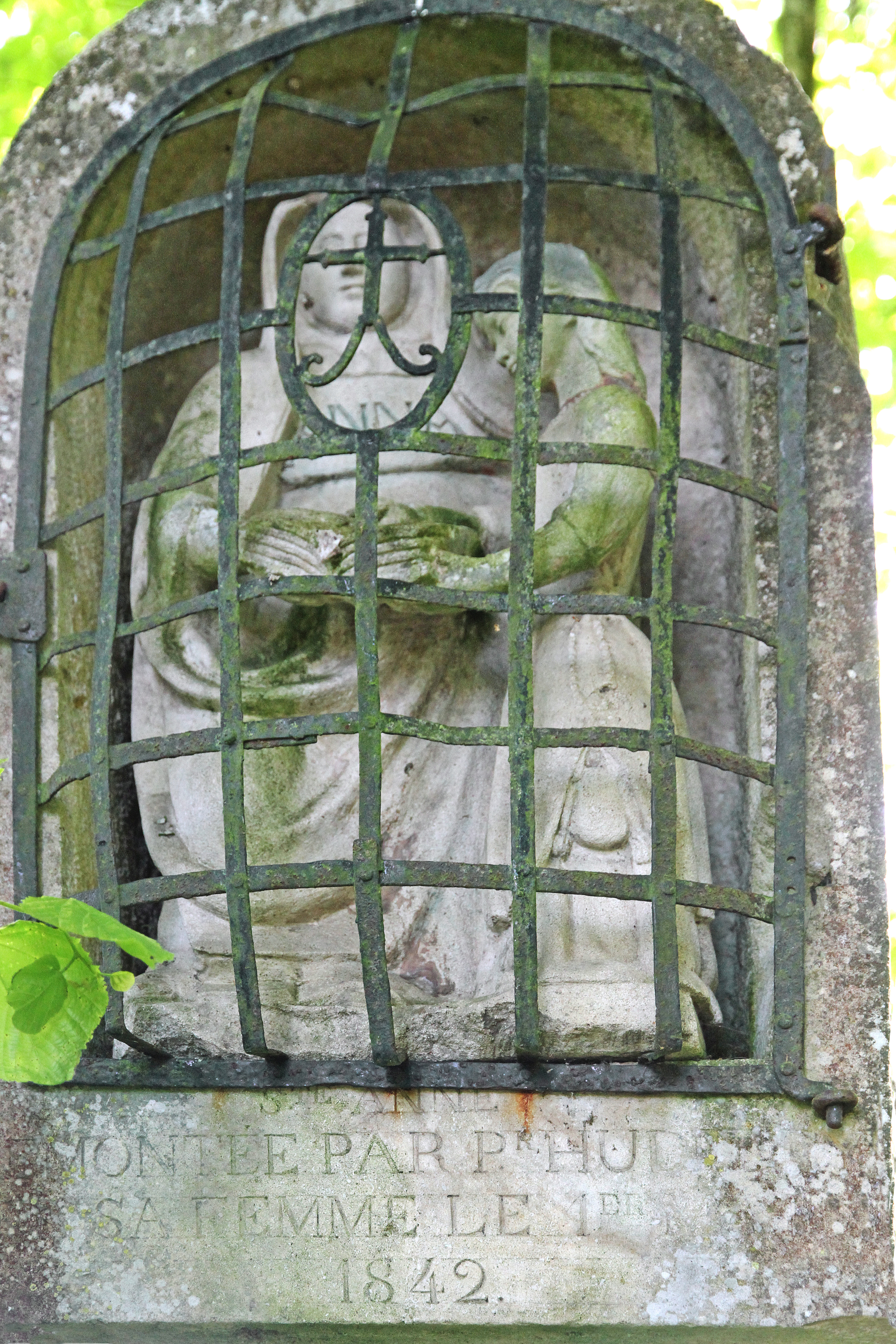
…avec une statue de Sainte-Anne.
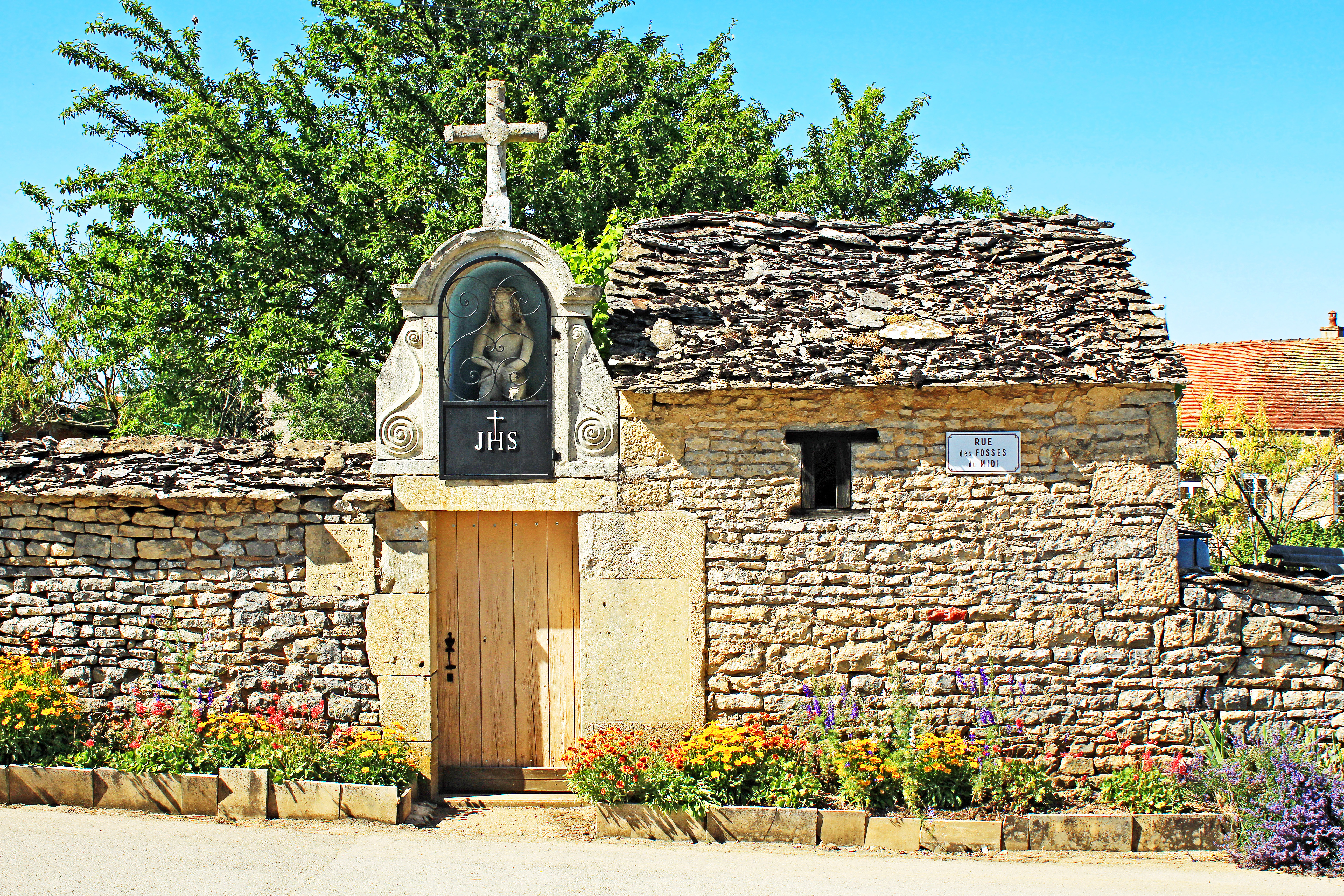
Oratoire du Christ aux liens.

- Ermitage Notre-Dame-du-Val-de-Seine (répertorié IGPC 1990)[41] dont la construction remonte au XIIe siècle. Il reste la chapelle et un logis qui ont été rénovés entre 2005 et 2012 grâce à des dons[42]. Dans une prairie verdoyante de la Vallée de la Seine, c'est un joli lieu de promenade. Statue du XVIe siècle : sainte Anne et la Vierge[43].

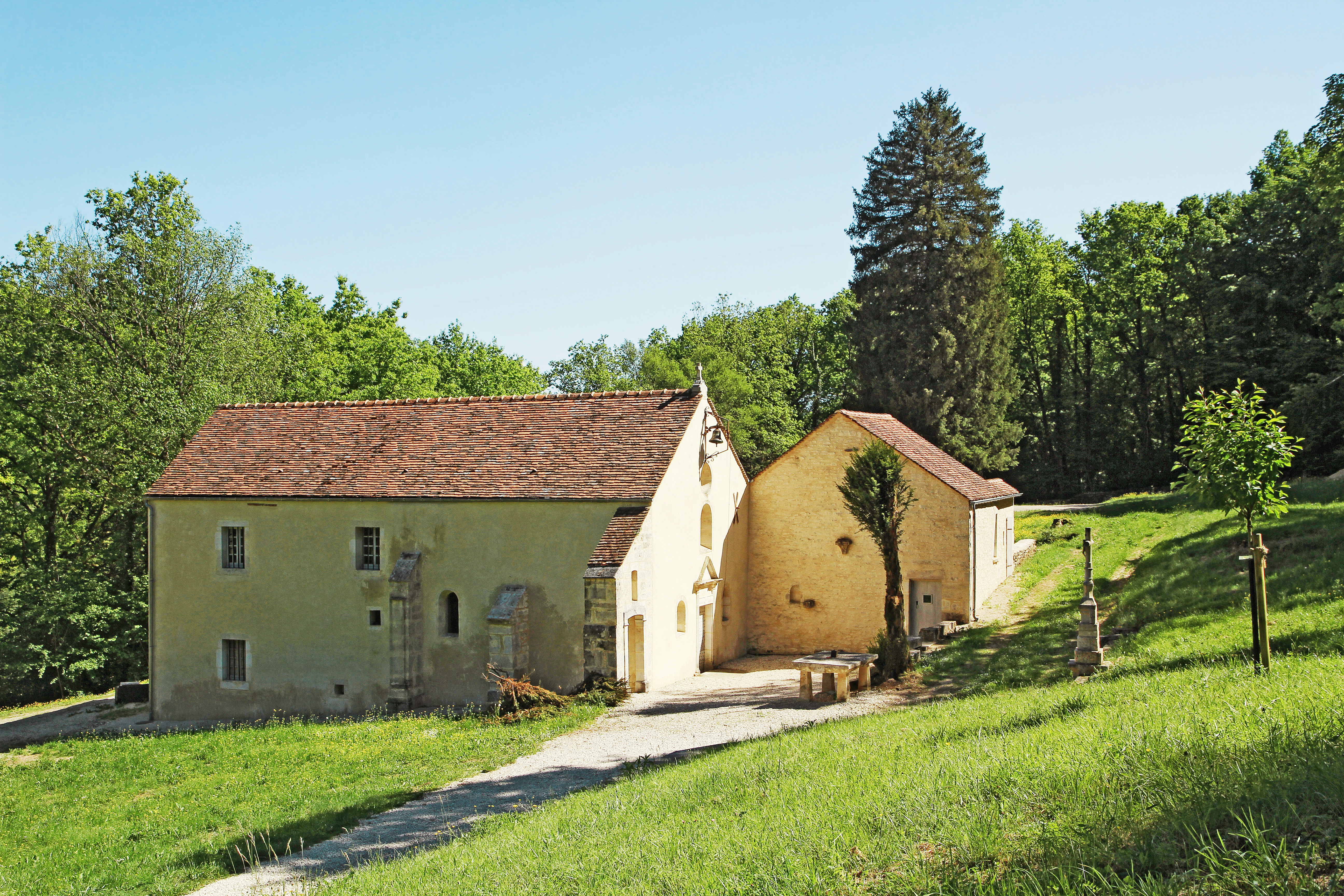
L'ermitage dans une prairie du val de la Seine.
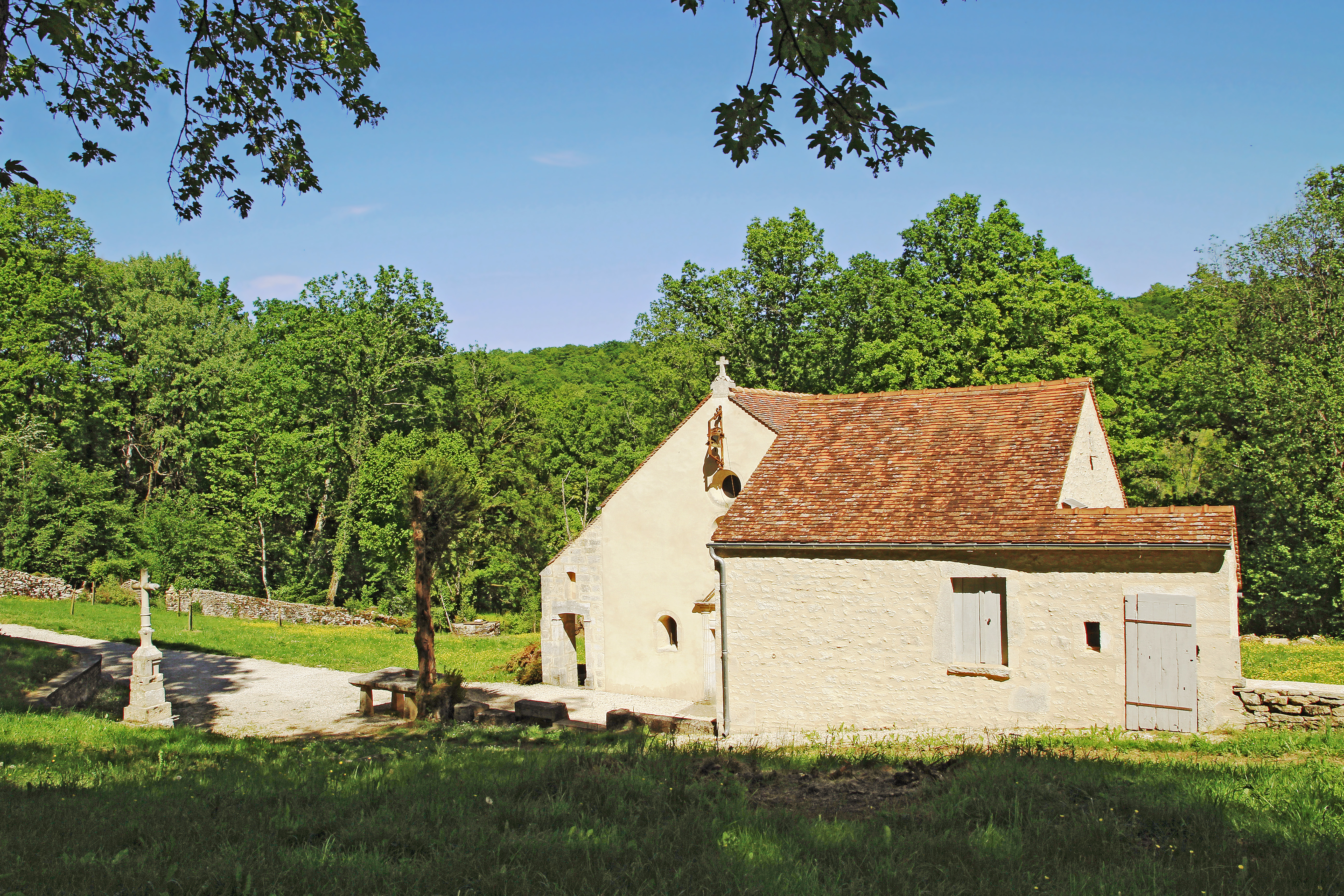
Logis rénové et parvis.
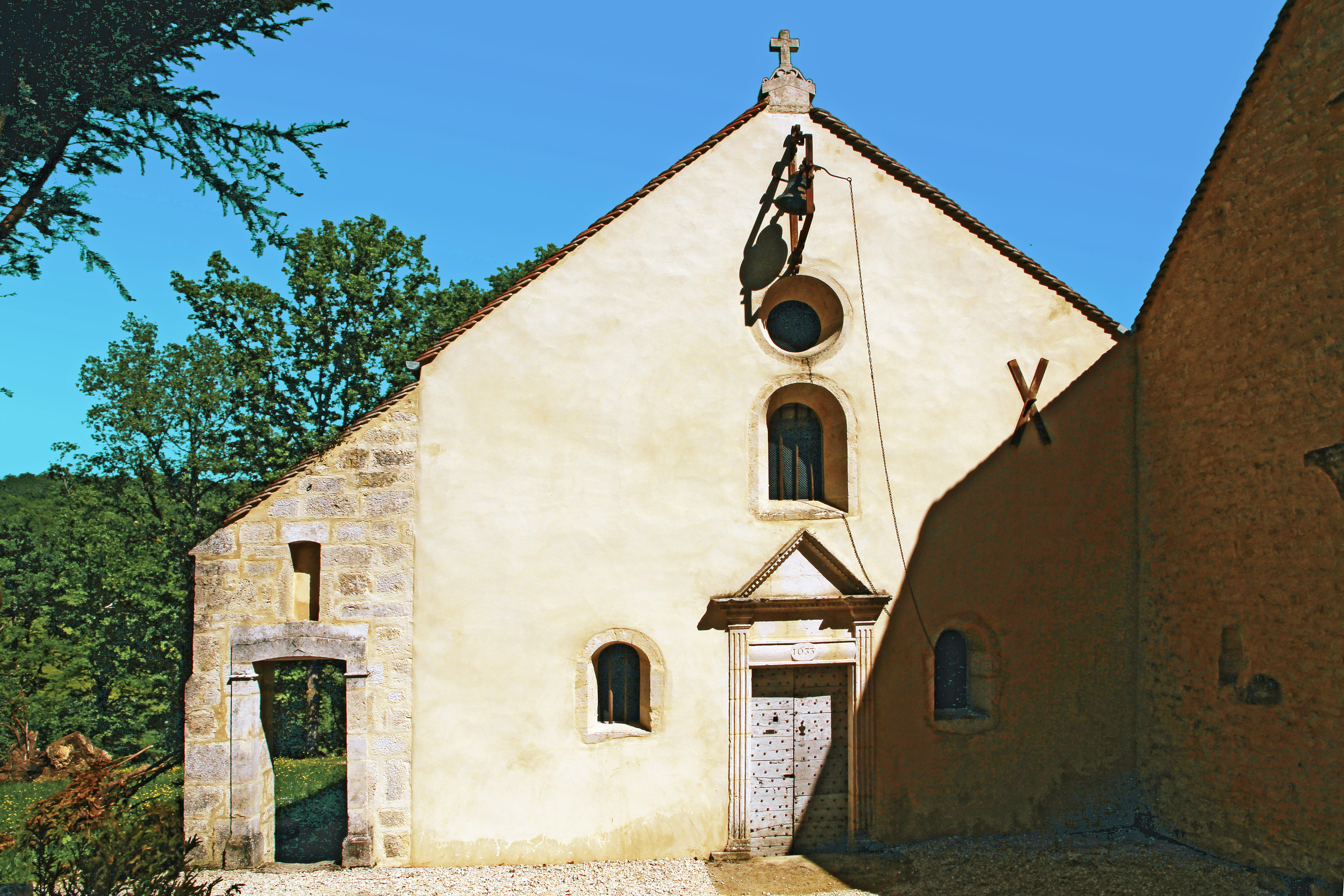
Façade de la chapelle.
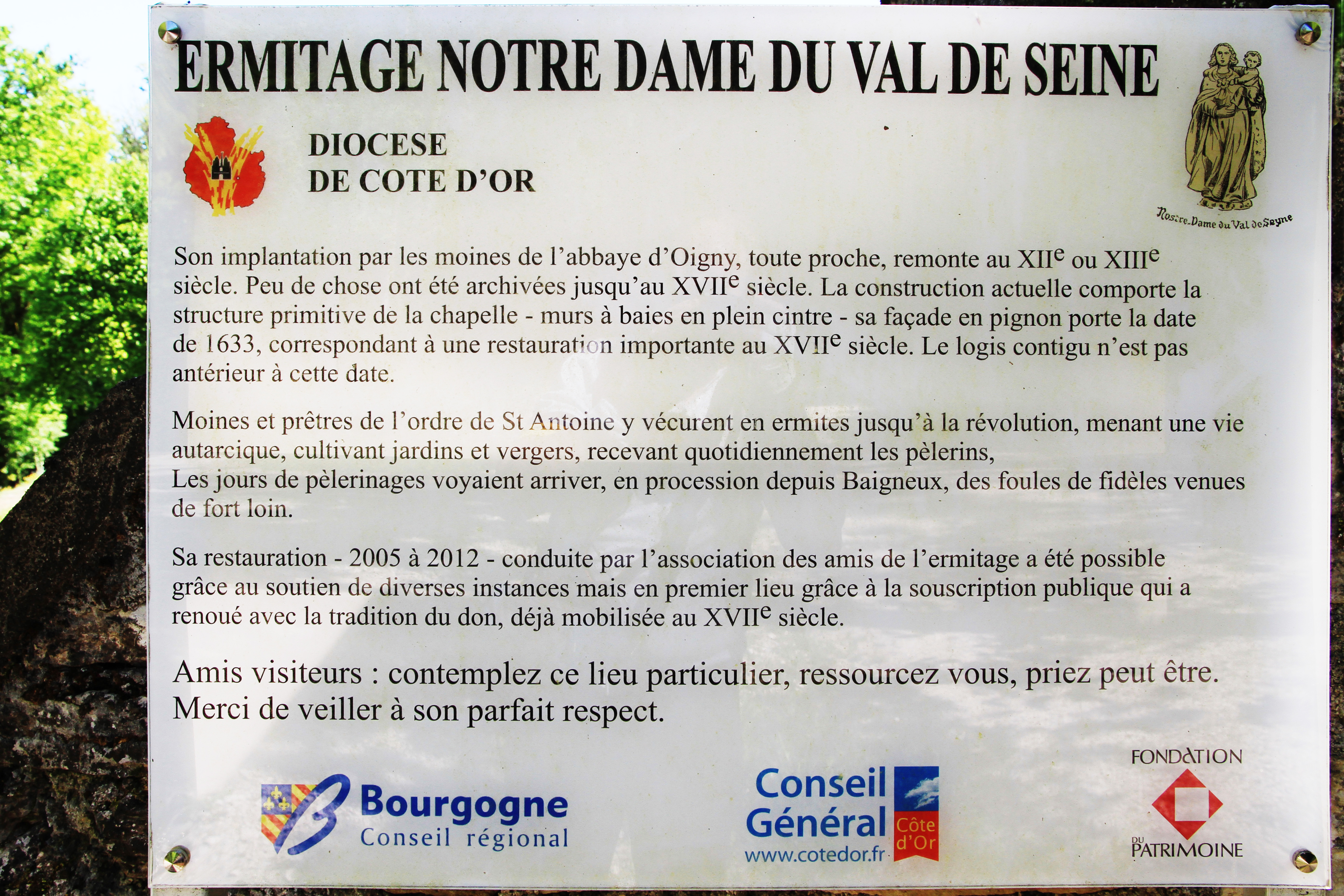
Panneau d'information sur l'ermitage et sa rénovation.

- Belles maisons anciennes ayant appartenu à la famille Béguin (ancienne famille du pays)[44], dont la maison dite des Cariatides édifiée au XVIe siècle sur la place de l'Église.
- Maison du bailliage sur la place principale, avec un escalier dans une tour hors œuvre couverte d'une flèche octogonale.

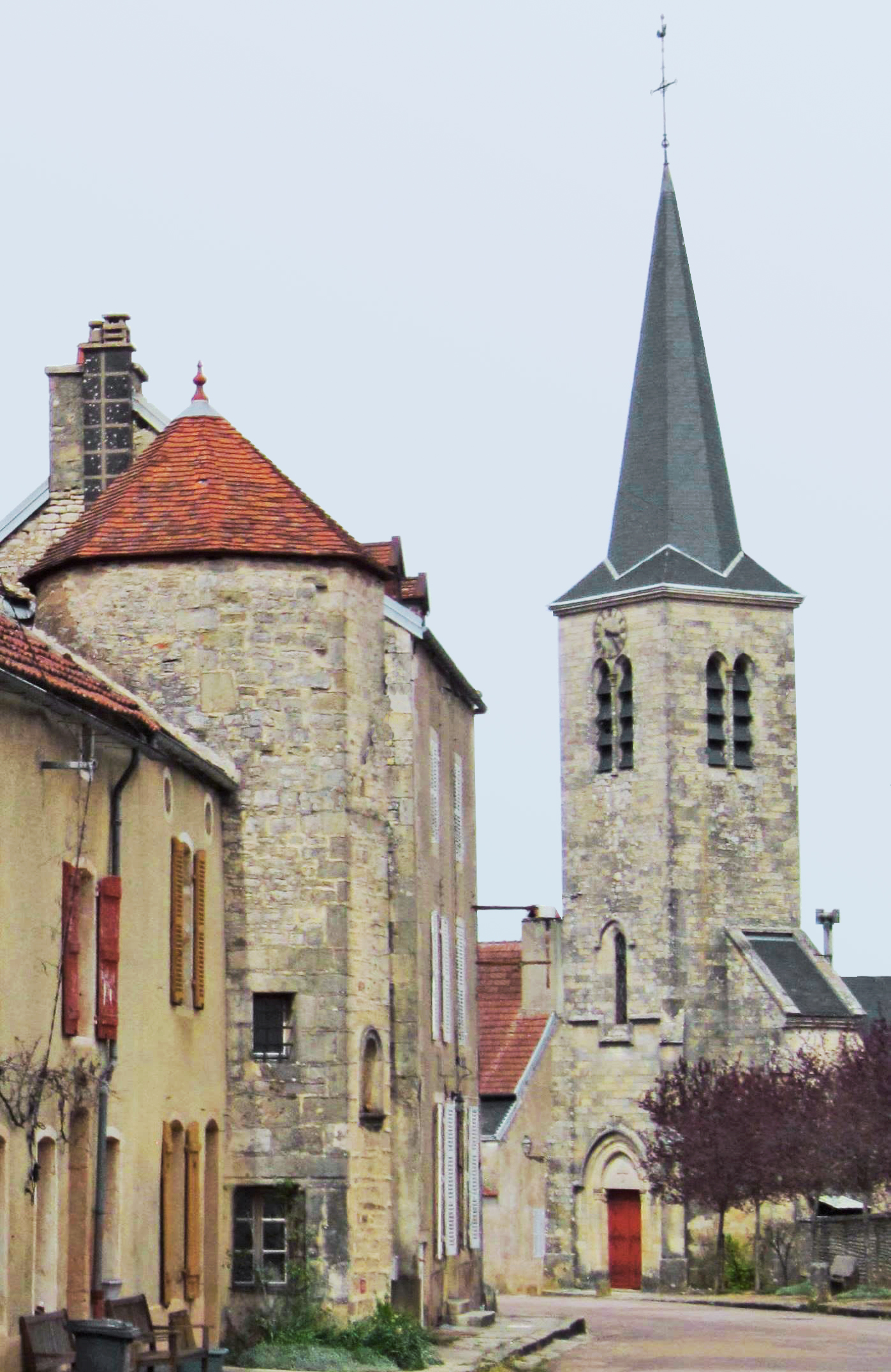
Maison XVIe rue de l'église.
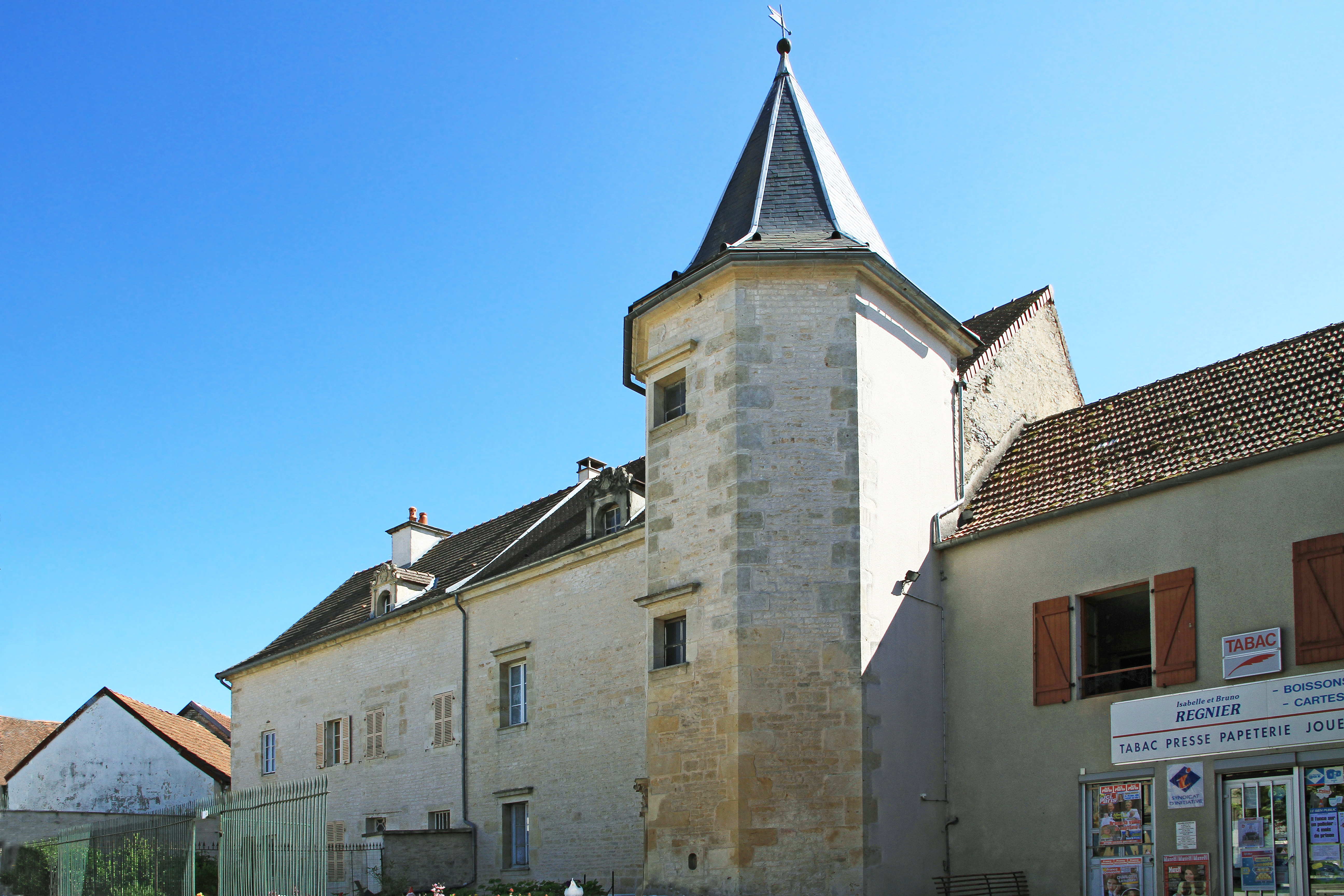
Maison des baillis de Baigneux.

- Lavoir à impluvium de 1872, il porte la date de 1869 mais le captage de la source des Tanneries sur l'autre versant du val a retardé son usage. Les eaux de pluie viennent en complément.

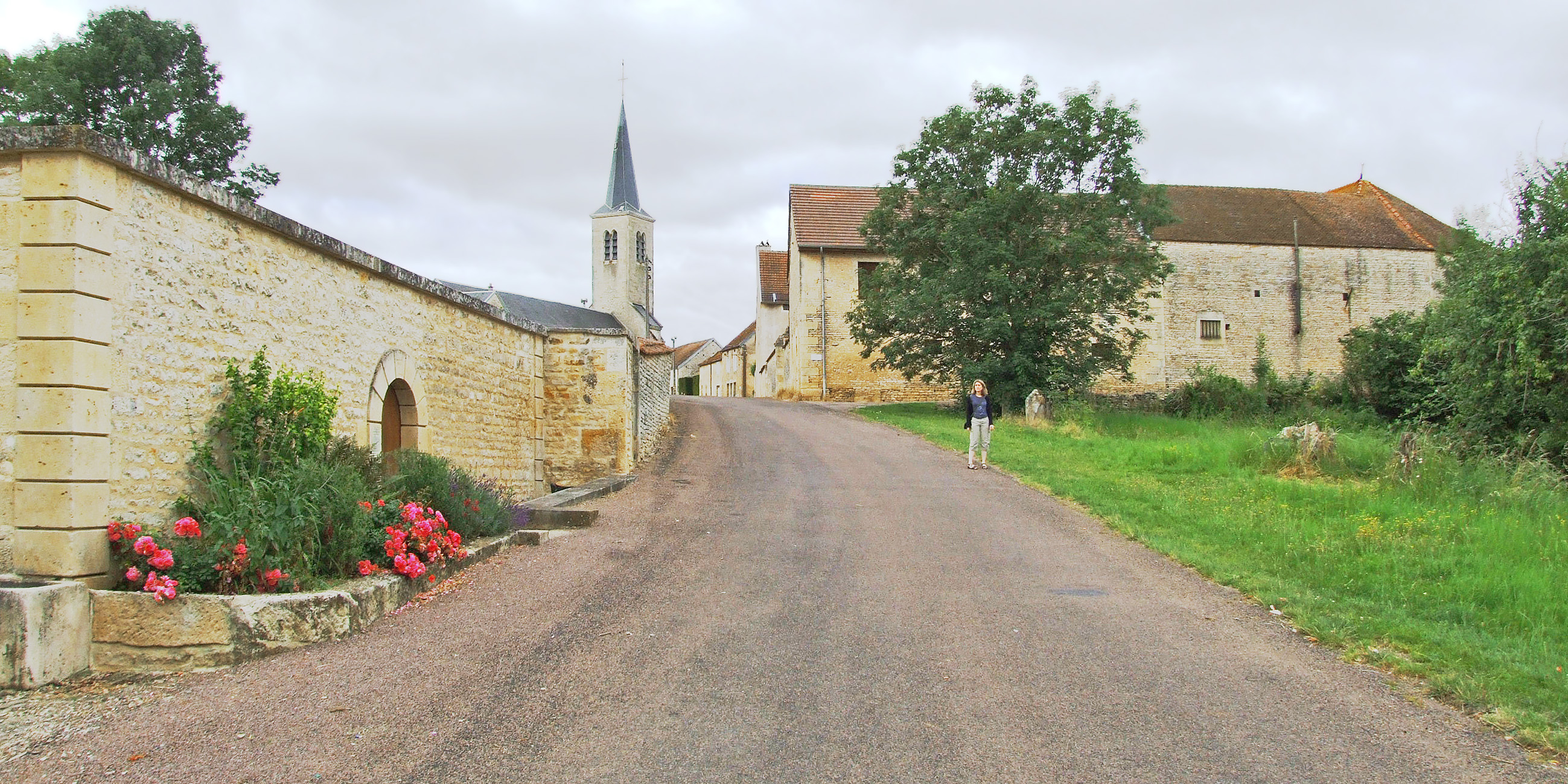
Lavoir (à gauche) dans la rue de la Porte-aux-Juifs.
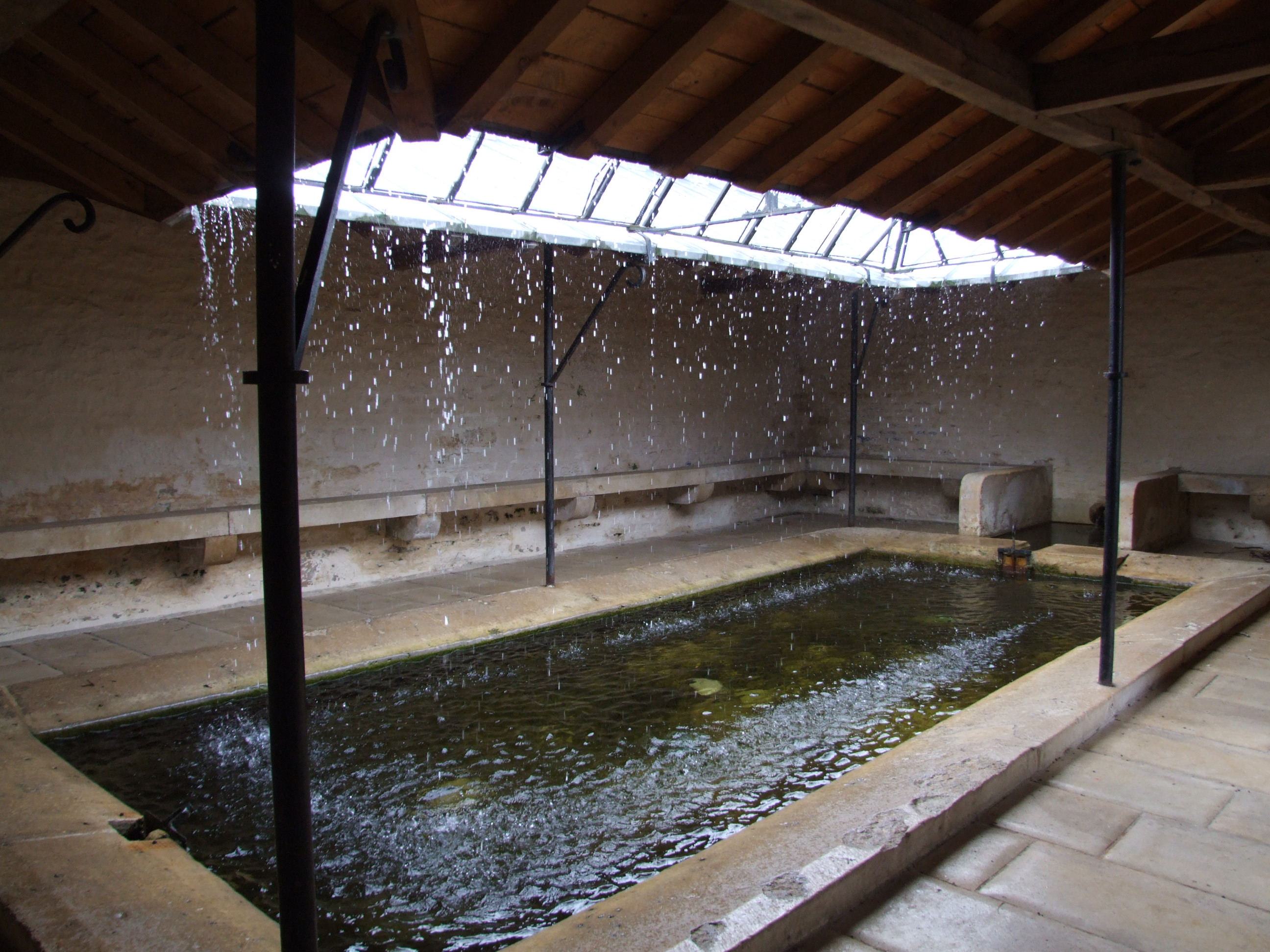
Lavoir à impluvium.
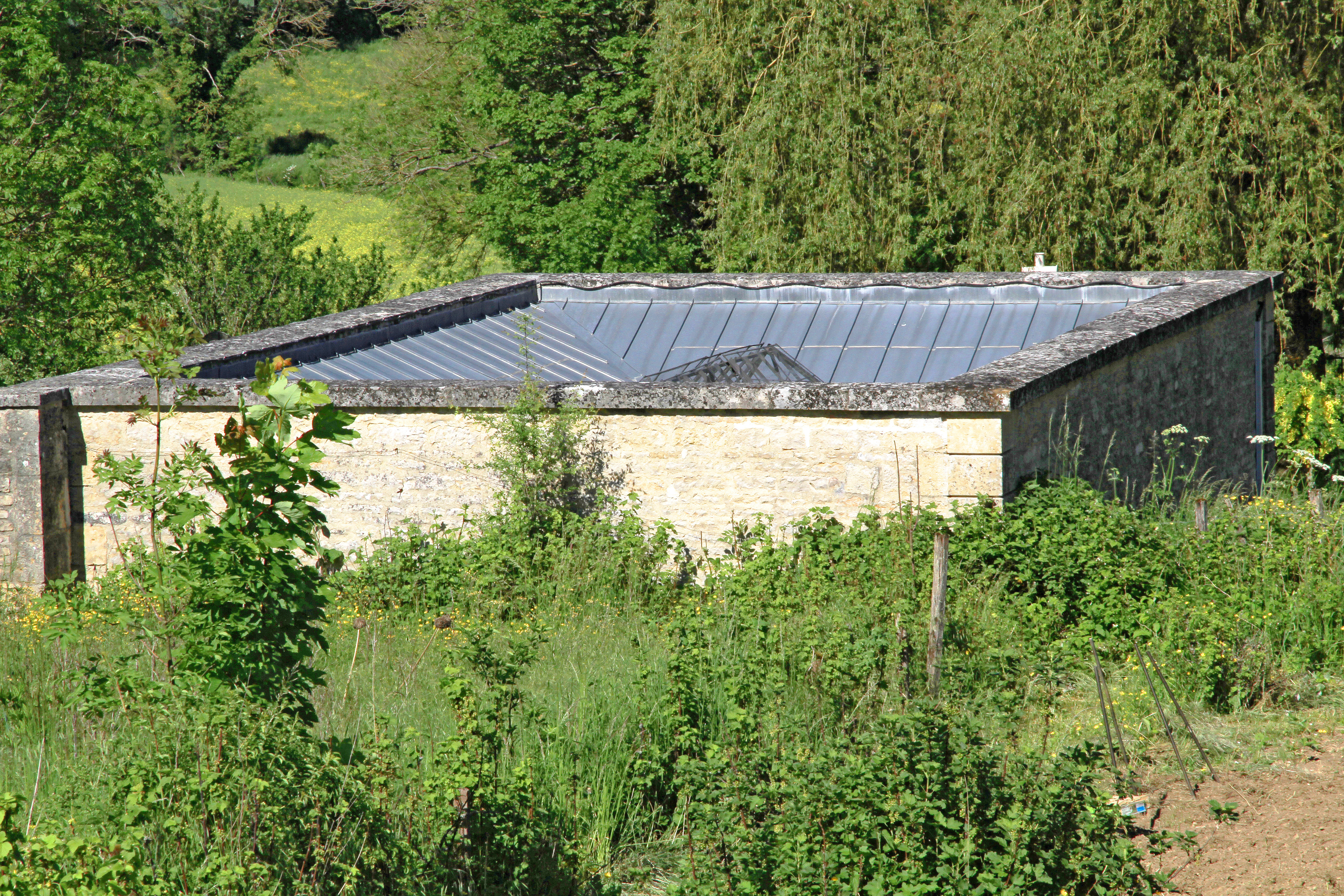
Toit en compluvium couvert de zinc.
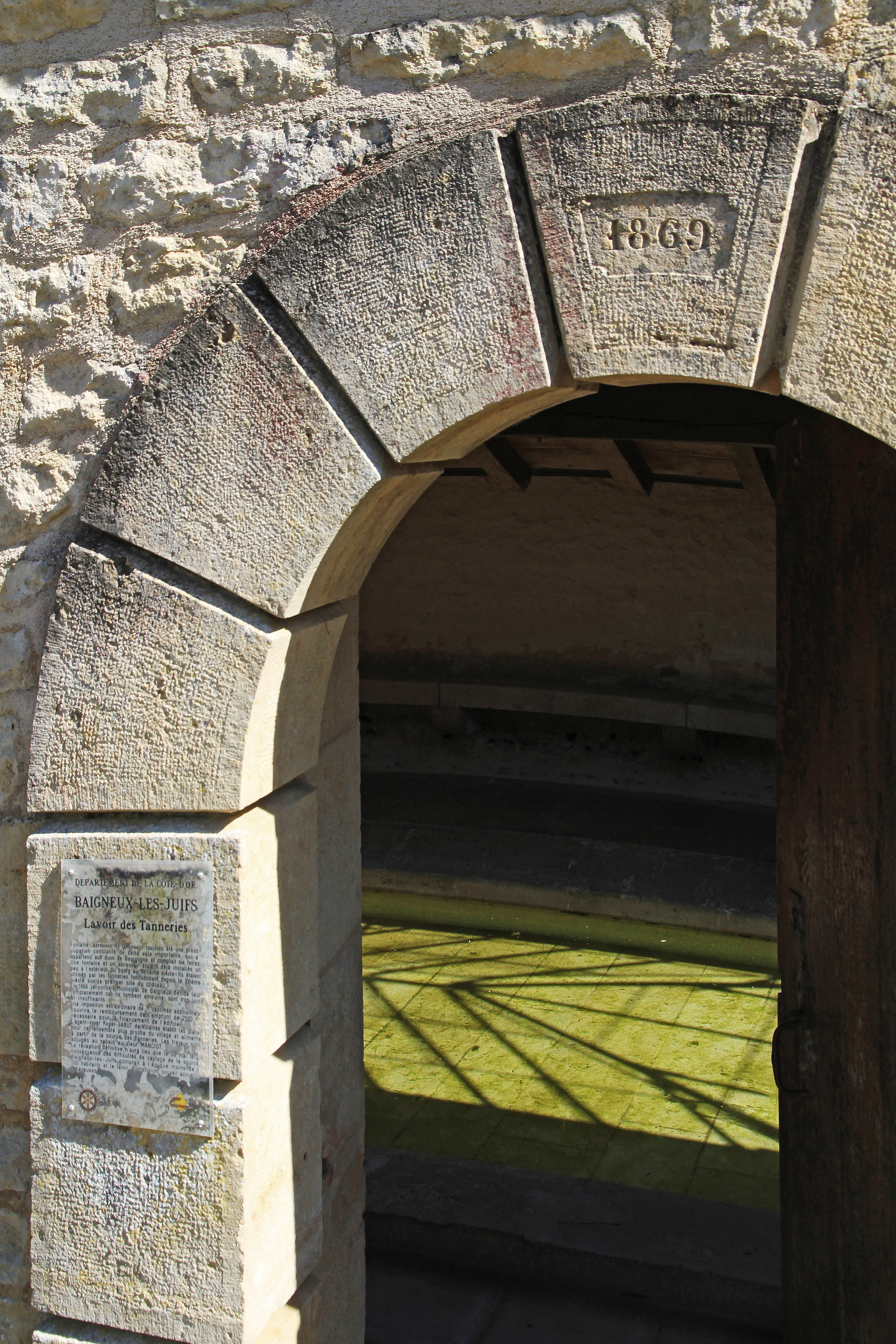
Construction de 1869.
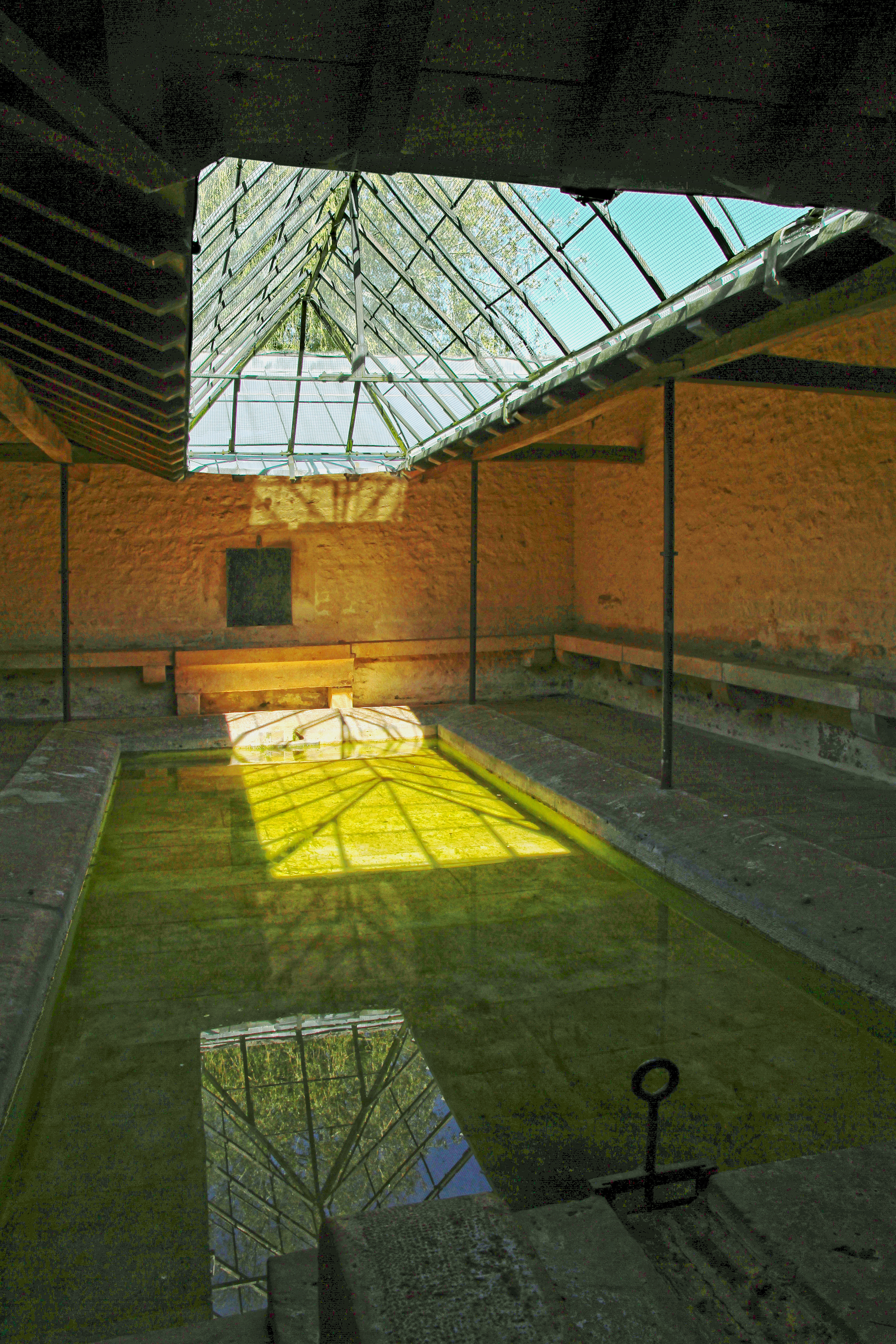
Le bassin pouvait recevoir huit lavandières.

- Hameau de forestage des Harkis, aujourd'hui réhabilité.

### Personnalités liées à la commune
- Le chanoine Nicolas Béguin (1737-1810), ecclésiastique, docteur en théologie, savant et écrivain et dernier chanoine directeur des Hospices de Beaune avant la Révolution (1784-1791).
- Louis Béguin (1747-1831), maire de Baigneux-les-Juifs, député (1791-1791) puis administrateur du département de la Côte d'or.
- Jean-Bernard Bossu (1720-1792), navigateur et explorateur français en Nouvelle-France.

### Héraldique
| Blason | Blasonnement : D'azur aux trois bandes d'or chargées chacune d'une double chaîne d'anneaux accolés de sable. |